# Kergrist-Moëlou
Pour les articles homonymes, voir Kergrist (homonymie).
Kergrist-Moëlou (ou en breton Kergrist-Moueloù, prononcé dans les deux cas [kɛʁgʁist mwelu]) est une commune du département des Côtes-d'Armor, dans la région Bretagne, en France.
En 2006, la commune a obtenu le Label "Communes du Patrimoine Rural de Bretagne" pour la richesse de son patrimoine architectural et paysager.

## Géographie

### Situation
La paroisse fait partie du territoire breton traditionnel du pays Fisel.

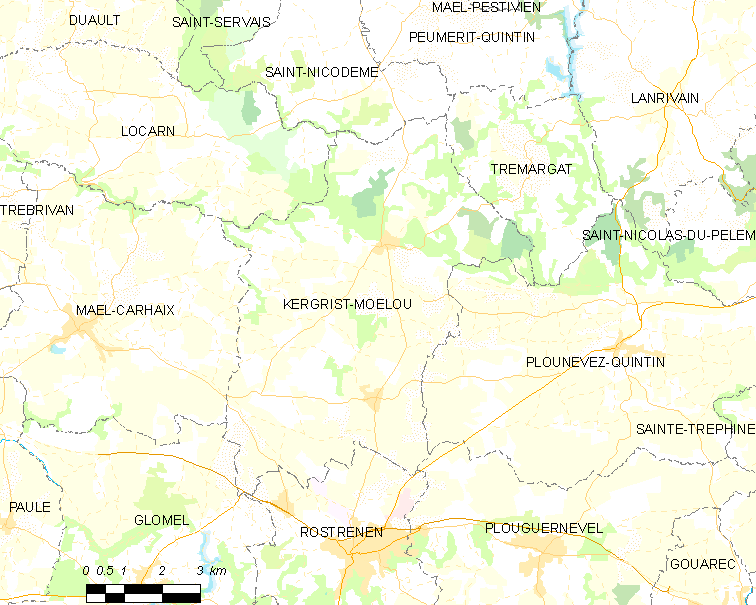
Carte de la commune de Kergrist-Moëlou et des communes avoisinantes.

| Locarn       | Saint-Nicodème  | Trémargat         |
| Maël-Carhaix | Kergrist-Moëlou | Plounévez-Quintin |
| Glomel       | Rostrenen       | Plouguernével     |

### Relief et hydrographie
Le relief de la commune est assez bosselé : les points les plus hauts sont en périphérie orientale du finage : 303 mètres au nord de Crec'h Moëlou, et 302 mètres un peu plus au nord, près de Bel Air, deux hameaux proches de la limite orientale de la commune ; l'altitude atteint 287 mètres dans le Bois de Kergrist, au nord-ouest du bourg, lequel est vers 260 mètres d'altitude.
Le territoire communal est limité au nord-est par le Ruisseau de Belle Chasse, affluent de rive droite du Blavet ; le Petit Doré, autre affluent de rive droite du Blavet, a sa source dans la commune, traverse sa partie occidentale en coulant nord-sud, passant à l'ouest de Saint-Lubin, puis son cours s'infléchit en direction du sud-est, formant désormais la limite communale sud de la commune depuis l'annexion en 1970 de la partie située plus au sud effectuée au profit de Rostrenen ; le Petit Doré reçoit sur sa rive gauche le Ruisseau de Kerscoadec (mais leur confluence est nettement plus en aval, en dehors du territoire communal de Kergrist-Moëlou, dans la commune de Plouguernével) lequel a aussi sa source dans la commune, au nord-est du bourg et traverse la partie sud-est du finage communal.
La limite ouest de la commune coïncide en partie avec la vallée de la Rivière de Kersault, laquelle est encaissée d'une cinquantaine de mètres entre le Bois de la Salle (situé sur sa rive gauche en Kergrist-Moëlou) et le Bois de Follézou (situé sur sa rive droite en Maël-Carhaix) ; ce cours d'eau, qui coule après avoir quitté la commune vers l'ouest, est un affluent de rive gauche de l'Hyères ; un de ses affluents de rive gauche forme un temps, au sud-ouest du territoire communal, la limite avec Glomel. C'est à leur confluence, à la limite ouest de la commune, que se trouve le point le plus bas du finage : 153 mètres (en aval du moulin de Kersault).

### Hydrographie
Pour un article plus général, voir Réseau hydrographique des Côtes-d'Armor.
La commune est située dans le bassin Loire-Bretagne. Elle est drainée par le Belle Chasse, le Corong, le Kersault, le Petit Doré, le ruisseau de Kerscoadec et le Saint Jacques,,.
Le Belle Chasse, d'une longueur de 11 km, prend sa source dans la commune  et se jette  dans le Blavet à Saint-Nicolas-du-Pélem, après avoir traversé quatre communes. 

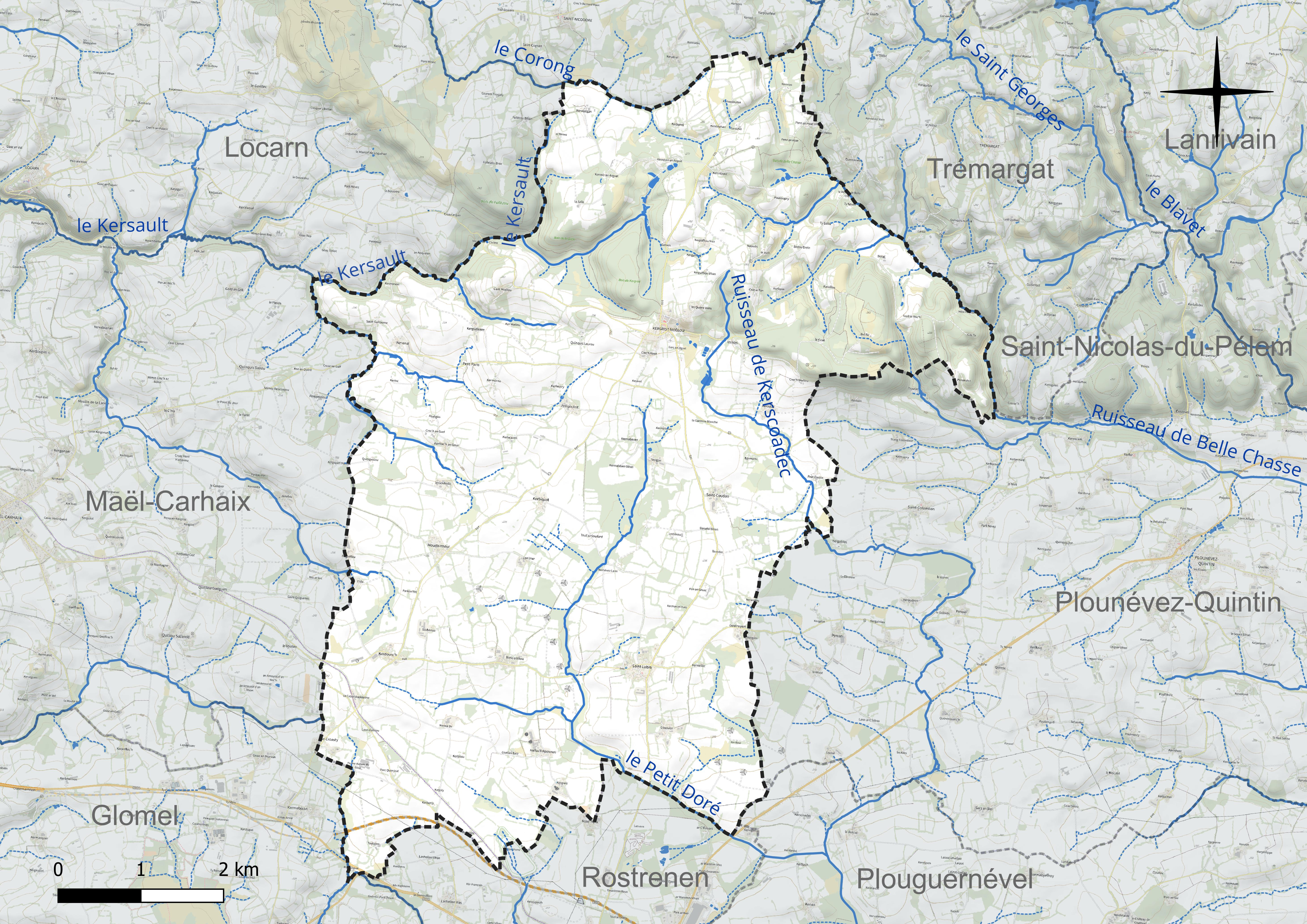
Réseau hydrographique de Kergrist-Moëlou.

Le Corong, d'une longueur de 16 km, prend sa source dans la commune  et se jette  dans l'Hyère à Locarn, après avoir traversé cinq communes. 
Le Kersault, d'une longueur de 17 km, prend sa source dans la commune  et se jette  dans l'Hyère à Locarn, après avoir traversé quatre communes. 
Le Petit Doré, d'une longueur de 17 km, prend sa source dans la commune  et se jette  dans le canal de Nantes à Brest à Plouguernével. 
Le Kerscoadec, d'une longueur de 11 km, prend sa source dans la commune  et se jette  dans le Petit Doré à Plouguernével. 

### Climat
Pour des articles plus généraux, voir Climat de la Bretagne et Climat des Côtes-d'Armor.
En 2010, le climat de la commune est de type climat océanique franc, selon une étude du Centre national de la recherche scientifique s'appuyant sur une série de données couvrant la période 1971-2000. En 2020, Météo-France publie une typologie des climats de la France métropolitaine dans laquelle la commune est exposée à un climat océanique et est dans la région climatique Finistère nord, caractérisée par une pluviométrie élevée, des températures douces en hiver (6 °C), fraîches en été et des vents forts. Parallèlement l'observatoire de l'environnement en Bretagne publie en 2020 un zonage climatique de la région Bretagne, s'appuyant sur des données de Météo-France de 2009. La commune est, selon ce zonage, dans la zone « Monts d'Arrée », avec des hivers froids, peu de chaleurs et de fortes pluies.  
Pour la période 1971-2000, la température annuelle moyenne est de 10,5 °C, avec une amplitude thermique annuelle de 12,2 °C. Le cumul annuel moyen de précipitations est de 1 169 mm, avec 16,9 jours de précipitations en janvier et 8,4 jours en juillet. Pour la période 1991-2020, la température moyenne annuelle observée sur la station météorologique la plus proche, située sur la commune de Rostrenen à 8 km à vol d'oiseau, est de 11,1 °C et le cumul annuel moyen de précipitations est de 1 146,6 mm,. Pour l'avenir, les paramètres climatiques de la commune estimés pour 2050 selon différents scénarios d'émission de gaz à effet de serre sont consultables sur un site dédié publié par Météo-France en novembre 2022.

### Paysages et habitat
Le paysage agraire traditionnel de Kergrist-Moëlou est le bocage avec un habitat dispersé en écarts formés de hameaux ("villages") et fermes isolées. La commune a conservé son caractère rural, les parties concernées par la périurbanisation autour de Rostrenen ayant été annexées par cette ville. Le bourg a toutefois connu la création de quelques lotissements d'importance modeste dans ses alentours. 

### Transports
Kergrist-Moëlou est desservi par des routes départementales : la RD 31 vient côté sud de Rostrenen et côté nord se dirige vers Bulat-Pestivien ; elle croise dans le bourg la RD 87 qui vient côté sud-ouest de Glomel et se dirige vers l'est, après avoir traversé le bourg, en direction de Trémargat. 
L'ancienne voie ferrée allant de Carhaix à Loudéac du Réseau breton a été réaménagée en voie verte ; elle traverse la partie sud-ouest du territoire communal.

## Urbanisme

### Typologie
Au 1er janvier 2024, Kergrist-Moëlou est catégorisée commune rurale à habitat très dispersé, selon la nouvelle grille communale de densité à 7 niveaux définie par l'Insee en 2022.
Elle est située hors unité urbaine. Par ailleurs la commune fait partie de l'aire d'attraction de Rostrenen, dont elle est une commune de la couronne,. Cette aire, qui regroupe 10 communes, est catégorisée dans les aires de moins de 50 000 habitants,.

### Occupation des sols

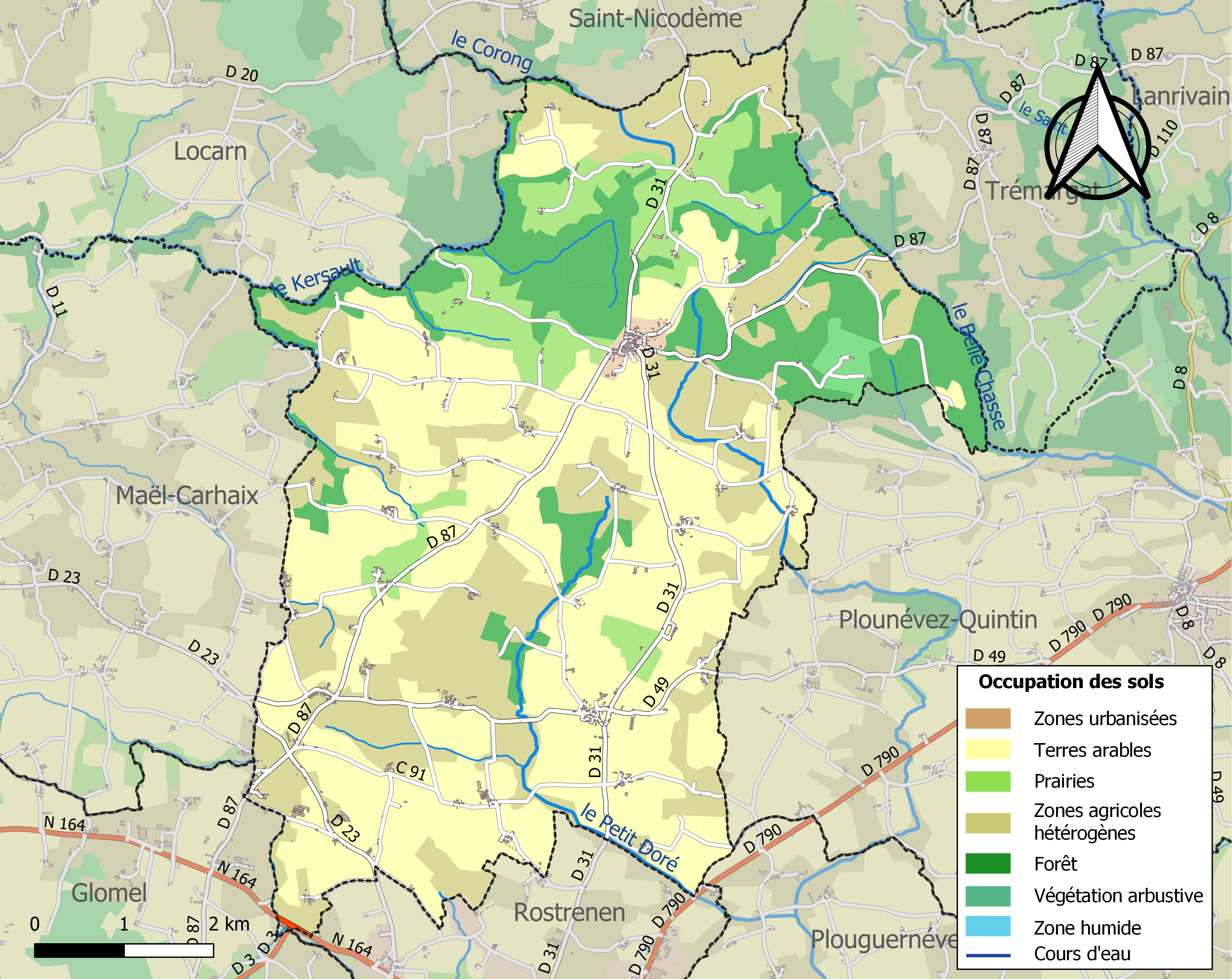
Carte des infrastructures et de l'occupation des sols de la commune en 2018 (CLC).

Le tableau ci-dessous présente l' occupation des sols de la commune en 2018, telle qu'elle ressort de la base de données européenne d’occupation biophysique des sols Corine Land Cover (CLC).
| Type d’occupation                                                                   | Pourcentage | Superficie (en hectares) |
| ----------------------------------------------------------------------------------- | ----------- | ------------------------ |
| Tissu urbain discontinu                                                             | 0,7 %       | 31                       |
| Équipements sportifs et de loisirs                                                  | 0,1 %       | 2                        |
| Terres arables hors périmètres d'irrigation                                         | 44,5 %      | 2098                     |
| Prairies et autres surfaces toujours en herbe                                       | 8,6 %       | 406                      |
| Systèmes culturaux et parcellaires complexes                                        | 20,2 %      | 954                      |
| Surfaces essentiellement agricoles interrompues par des espaces naturels importants | 8,0 %       | 380                      |
| Forêts de feuillus                                                                  | 13,2 %      | 621                      |
| Forêts de conifères                                                                 | 2,5 %       | 119                      |
| Forêts mélangées                                                                    | 1,4 %       | 68                       |
| Forêt et végétation arbustive en mutation                                           | 0,8 %       | 38                       |
| Source : Corine Land Cover                                                          |             |                          |

## Toponymie
Le nom de la localité est attesté sous les formes ecclesia de Moelou en 1219, vers 1330, parrochia de Moelou en 1350, Moelou en 1368, en 1535 et en 1536, parrochia de Moelou ou de Kergrist en 1483, Moellou en 1591, parrochia de Kergrist-Moelou en 1670. Les deux noms de Kergrist et Moëlou semblent avoir servi à désigner la paroisse, avant qu'ils ne finissent par être accolés.
Du breton ker qui signifie « village », de Krist qui signifie « Christ », « village du Christ » et Moëlou de moal qui signifie « chauve, butte dénudée »,.
Le nom Kergrist serait lié à l'implantation au XIIe siècle des Hospitaliers de Saint-Jean de Jérusalem et d'une maladrerie (des lieux-dits se nomment « L'Hôpital » et « La Madeleine ») ; le lieu-dit Moustermeur évoque la présence passée d'un grand monastère.
Le nom Moëlou se retrouve dans plusieurs hameaux de la commune Crec'h-Moëlou, Coat-Moëlou, Kermoëlou, La Salle-Moëlou et Porsmoëlou (ce dernier désormais en Rostrenen) signifiant respectivement en breton « la colline de Moëlou », « le bois de Moëlou », « le village de Moëlou », « le château de Moëlou » et « la cour de Moëlou ». Ces noms sont dus à l'existence ancienne de la forêt de Moëlou. Selon Bernard Tanguy le toponyme pourrait provenir d'un terme breton proche du gallois « moel » signifiant « hauteurs arrondies dénudées », mais il est plus probable qu'il provienne d'un anthroponyme, le surnom d'un seigneur dérivé du moyen breton moel signifiant « chauve ».

## Histoire

### Moyen Âge
Albert le Grand relate dans sa "Vie des Saints" un miracle qui serait survenu au temps de saint Yves : Pierre IV de Rostrenen aurait reçu en son château de Rostrenen le saint homme qui état en quête de bois pour la reconstruction de la cathédrale de Tréguier. Ayant reçu l'autorisation de prélever autant d'arbres que nécessaire, saint Yves alla en forêt de Moëlou, choisit un grand nombre de beaux arbres et les fit abattre, mais Pierre IV lui reprocha d'en avoir prélevé trop. Saint Yves accompagna le baron dans la forêt et lui montra qu'aux endroits où des arbres avaient été coupés, trois beaux arbres les avaient immédiatement remplacés. Devant ce miracle de la multiplication des arbres, le seigneur de Rostrenen fit amende honorable. Cette légende illustre toutefois que le bois de Moëlou était connu à l'époque pour la beauté de ses arbres.
La paroisse de Moëlou se trouvait dans l'archidiaconé de Poc'her (Poher) et dans l'évêché de Cornouaille ; elle avait pour trève Rostrenen ; le centre de la paroisse se trouvait alors à Koz-Ilis (actuellement Saint-Lubin) et fut transféré à Kergrist en 1483 lors de l'érection de la collégiale de Rostrenen. 
La chapelle seigneuriale de Rostrenen fut remplacée au début du XIVe siècle (probablement entre 1320 et 1352, du temps d'Alain VII de Rohan et de Jeanne de Rostrenen, son épouse) par une église plus vaste placée sous le vocable de Notre-Dame à la suite de la découverte d'un buste de celle-ci. Une bulle du pape Sixte IV datée du 27 août 1483 élève la nouvelle église au rang de collégiale, dotée de 6 chanoines ; son premier doyen fut Ronan de Coëtmeur, frère de Pierre IX de Rostrenen, et recteur de Kergrist-Moëlou. Ronan de Coëtmeur aurait aussi été au service de Louis Ier de Rohan-Guéméné,chancelier de Bretagne et se serait rendu plusieurs fois à Rome pour traiter des affaires du duc de Bretagne François II ; cette fonction et les relations qu'elle a inévitablement suscitées expliqueraient la construction de l'enclos paroissial de Kergrist-Moëlou.

### Temps modernes
L'église fut construite au début du XVIe siècle comme l'atteste une inscription située sur une pierre au-dessus de l'autel du transept sud ; elle est dédiée à Notre-Dame-du-Bon-Secours, mais le saint patron de la paroisse est "an Aotrou Krist" ("le Seigneur Christ") et le pardon se déroule chaque année le jour de l'Ascension. Les fondateurs et seuls préminenciers de la dite église furent les barons de Rostrenen comme l'atteste un acte de prise de possession de la baronnie par Florimonde-Renée de Lantivy du Coscro en date du 29 août 1668. Le décimateur était le doyen de la collégiale de Rostrenen qui, en même temps, était curé de Kergrist-Moëlou.
Le calvaire de Kergrist-Moëlou fut érigé en 1578 (la date est inscrite sur sa face ouest) ; son donateur fut probablement, selon une gwerz transcrite par Erwan ar Gall, recteur de Lescouet au début du XXe siècle, Toussaint de Beaumanoir du Besso, alors baron de Rostrenen et aussi baron de Pont-l'Abbé, qui aurait émis le vœu de l'ériger à la suite d'un pèlerinage que celui-ci aurait fait à Kergrist pour obtenir la guérison de sa fille. Ce calvaire s'inspire de celui de Plougonven (Finistère).
Le 2 avril 1592, de jeunes Ligueurs, commandés par René du Dresnay, sieur de Kercourtois, se regroupèrent au pied du calvaire de Kergrist-Moëlou pour rejoindre les troupes du duc de Mercœur et participer à la bataille de Craon. Selon le Barzaz Breiz (traduction depuis le breton) « On les vit rassemblés pour aller combattre aux frontières de la Bretagne le jour de Pâques au lever de l'aurore sur la place de Kergrist-Moëlou ; chacun, une arquebuse sur l'épaule, un bonnet rouge au chef, une épée au côté, le drapeau de la foi en tête. Avant de partir, ils entrèrent dans l'église pour prendre congé de saint Pierre et du Seigneur Christ, et en sortant de l'église s'agenouillèrent dans le cimetière. "Entend ceci Haute Cornouaille, voilà vos soldats. Voilà les soldats du pays, les soldats unis pour défendre la vérité contre les Huguenots, pour défendre la Bretagne contre les Anglais et les Français, contre tous ceux qui ravagent notre pays, pire que l'incendie" ». Après s'être recueillis dans l'église et dans le cimetière, ils demandent à la foule : « Où trouverons-nous du drap rouge pour nous croiser » « Le fils du manoir de Kercourtois aurait répondu : « Prenez exemple sur moi, vous serez croisés ». Il s'ouvrit alors une veine au bras et peignit avec son sang une croix rouge devant son pourpoint blanc. En un instant, tous l'imitèrent et devinrent croisés.
Les maisons nobles de Kergrist-Moëlou étaient les Iles (membre de la baronnie de Rostrenen), Le Coar, Kerguiffiau, le Menez, Quinquiziou et la Salle. Lors de la Révolte des Bonnets rouges, le 19 juillet 1675, des vassaux d'Yves Launay, sieur de la Salle, rassemblés au son du tocsin, se rendent au manoir de la Salle et exigent du seigneur une réduction des corvées et redevances. 

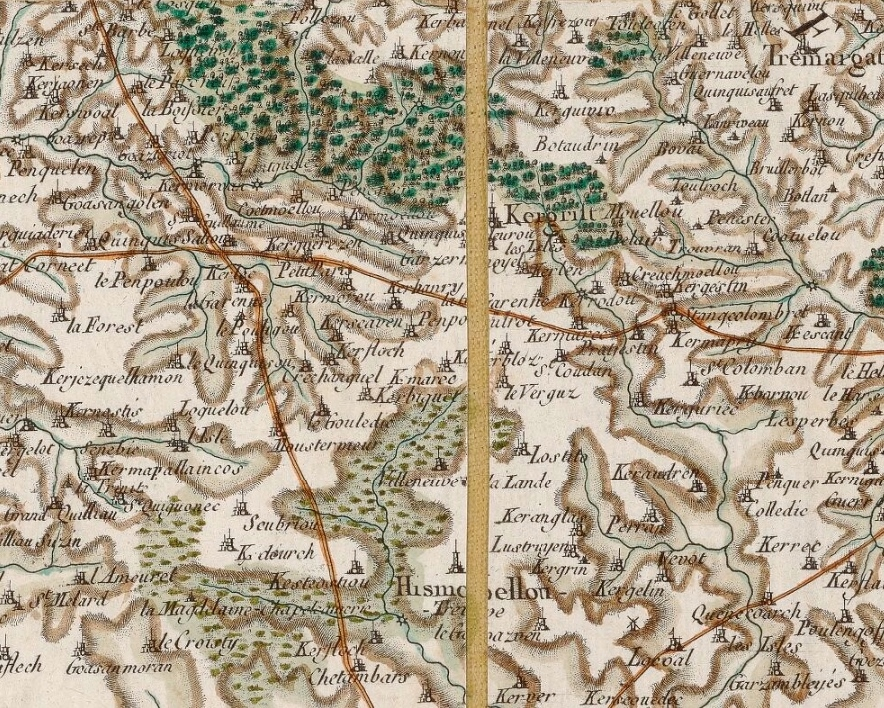
Carte de Cassini de la paroisse de Kergrist-Moëlou (1787).

Jean-Baptiste Ogée décrit ainsi Kergrist-Moëlou en 1778 :

« Kergrist-Moëlou ; à 14 lieues un tiers à l'Est-Nord-Est de Quimper, son évêché ; à 26 lieues un tiers de Rennes ; et à 1 lieue trois quarts de Callac, sa subdélégation. On y compte 2 600 communiants, y compris ceux de la Magdeleine de Rostrenen, collégiale, sa trève : la cure est présentée par Mme la Duchesse d'Elbeuf, qui nomme aussi au canonicat de la collégiale, succursale. Son territoire renferme des montagnes, des vallons, des bois et des prairies ; le sol n'est pas d'une bonne qualité. »

### Révolution française
À partir de 1790, la paroisse fait partie du doyenné de Rostrenen.

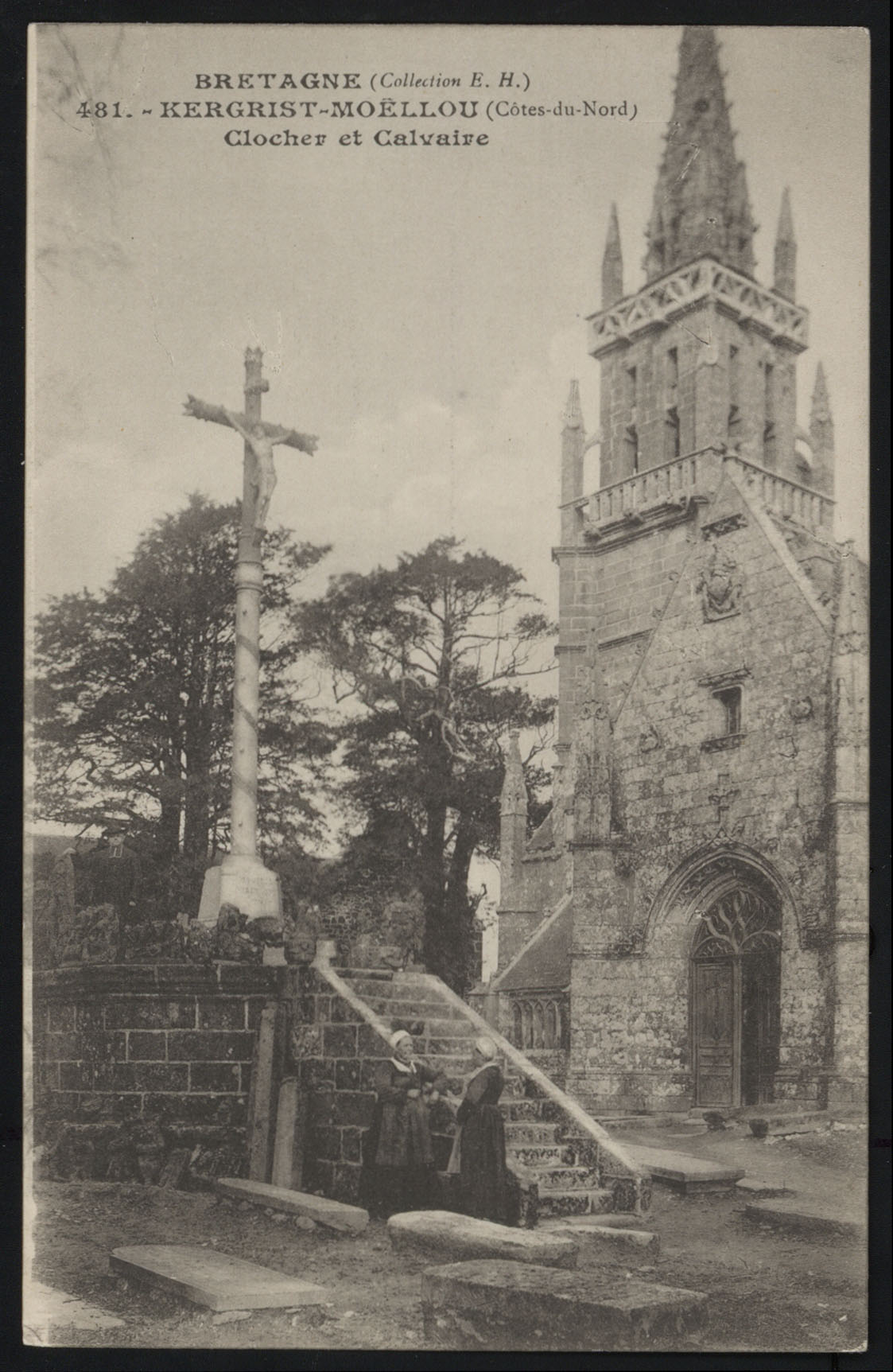
Le calvaire de Kergrist-Moëlou et son escalier adventice avant sa restauration (carte postale Émile Hamonic).

Le calvaire de Kergrist-Moëlou, qui était l'un des plus beaux calvaires bretons, fut saccagé pendant la Révolution française. « Il ne subsiste plus du calvaire de Kergrist-Moëlou que le socle et des débris de statues, pieusement recueillis par le recteur actuel, M. Le Higuer, chez des habitants de la paroisse, qui les avaient promus à la dignité de lares domestiques. Encore la restauration en est-elle possible. Le calvaire de Kergrist-Moëlou, débarrassé de son escalier adventice et rétabli dans son ancien état, présenterait beaucoup d'analogies avec celui de Plougonven (Finistère). (...) Léon Palustre [le] tenait pour l'un des plus artistiques et les mieux proportionnés de Bretagne ».

### LeXIXesiècle
Par arrêté en date du 12 septembre 1823 la commune de Rostrenen annexe aux dépens de Kergrist-Moëlou l'enclave de Kerbescont et une partie de l'enclave de Campostal.
A. Marteville et P. Varin, continuateurs d'Ogée, décrivent ainsi Kergrist-Moëlou en 1843 :

« Kergrist-Moëlou : Commune formée de l'ancienne paroisse de ce nom ; aujourd'hui succursale. (...) Principaux villages : Kerbon-an-Argoat, Kervran, Boval, Kerodou, Saint-Coudan, Lustruyen, Goasvoen, Kerver, Pempou-Even, Lanbellen, Toulazen, Kerdourc'h, Kerbiquet, Moustermeur, le Goulledic, Kerfloch-an-Dour, Pempoulrot, Saint-Guillaume, Kermorvan, Kerguelezen, Quinquis-Leurou, Kerlaben Vergus, Lostilau, Kernével-Lan, Illis-Mouelou, Rescostriou, Coat Trinque.   Superficie totale : 5 469 hectares 69 ares, dont (...) terres labourables 2 722 ha, prés et pâturages 658 ha, bois 283 ha, vergers et jardins 150 ha, landes et incultes 1 399 ha, étangs 6 ha (...). Moulins 8 : de la Salle, du Bois, de la Sivière, du Pouldu, de Pontou-Mein, de Bellechasse ; à eau). Outre l'église paroissiale, il y a en Kergrist-Moelou les chapelles de l'Isle et de Saint-Jean. Géologie : granite ; schiste dans le sud. On parle le breton. »

Joachim Gaultier du Mottay écrit en 1862 que Kergrist-Moëlou dispose d'une école de garçons ayant 30 élèves et qu' « on voit dans le cimetière, qu'entoure une ceinture d'ifs énormes et sans doute contemporains de la fondation de l'église, des débris mutilés d'une grande quantité de statues qui étaient groupées autrefois autour d'un calvaire ». 
En 1864, à Kergrist-Moëlou, un sabotier possédait un grand manteau en loup que lui et ses compagnons utilisaient en hiver pour aller chercher du ravitaillement au bourg, avec la vague idée qu'il pourrait dissuader un loup de les attaquer.

### LeXXesiècle

#### La Belle Époque
Le 16 janvier 1901 le plancher de la tour de l'horloge de l'église paroissiale s'effondra subitement pendant une cérémonie religieuse ; l'église était alors remplie de fidèles et il y eut de nombreux blessés qui allèrent se faire soigner à Rostrenen.

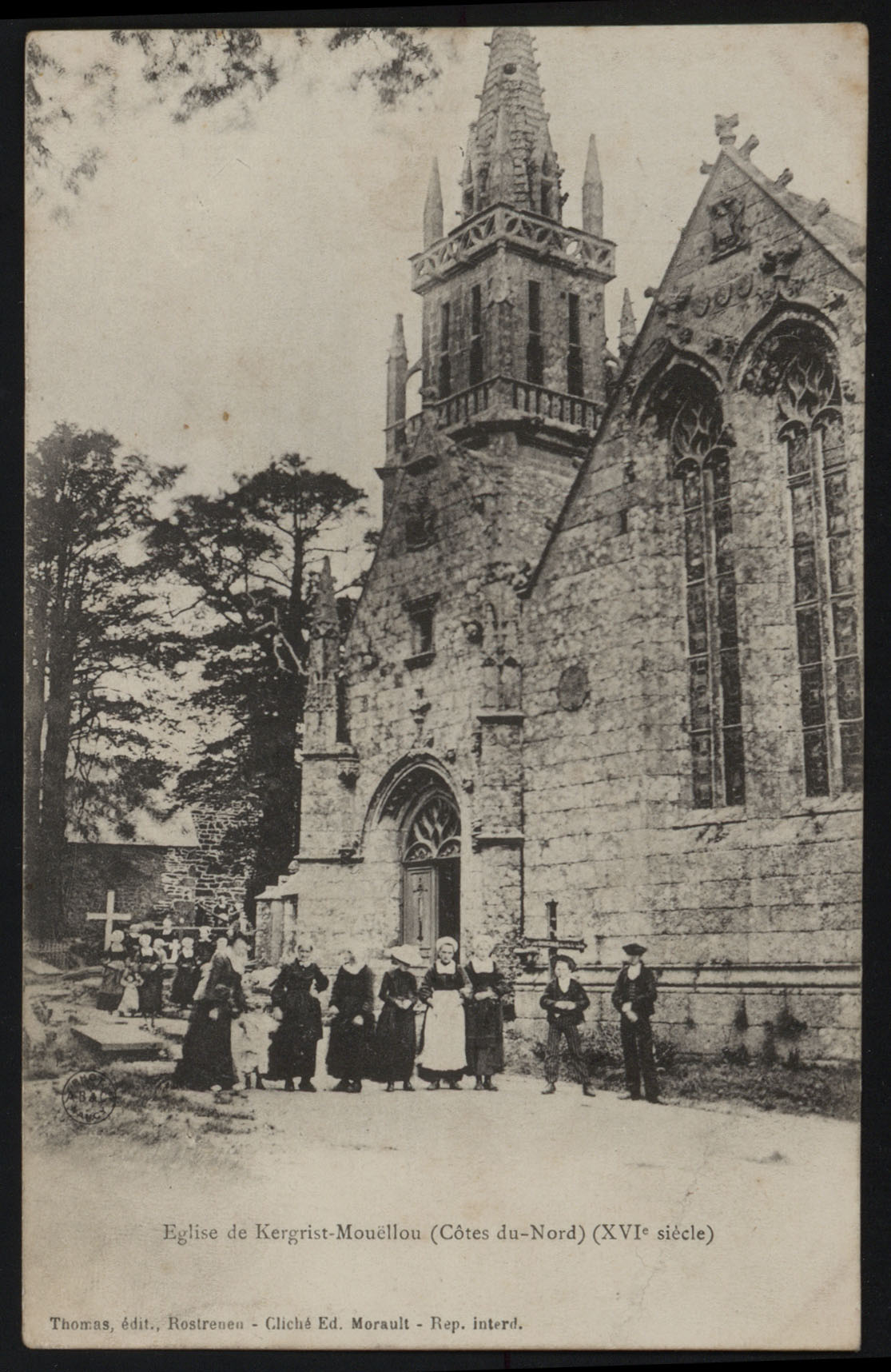
L'église paroissiale Notre-Dame vers 1900 (carte postale).
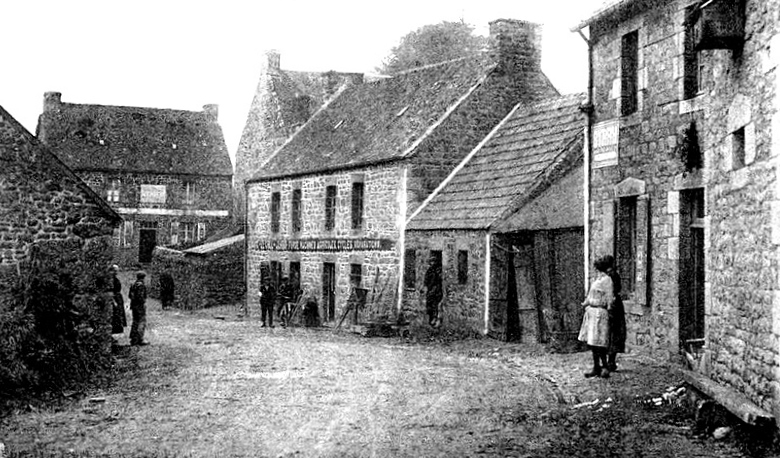
Kergrist-Moëlou : la Place du Centre au début du XXe siècle (carte postale).
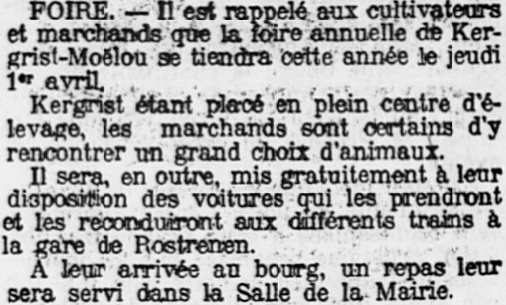
Article de presse annonçant la foire annuelle de Kergrist-Moëlou du 1er avril 1909 (Journal L'Ouest-Éclair)

En 1913 Yves-Marie Le Borgne, maire de Kergrist-Moëlou, est élu conseiller général du canton de Rostrenen ; ayant obtenu 1 748 voix, il bat Alphonse Cazin d'Honincthun, maire de Glomel, qui obtient 739 voix.

#### La Première Guerre mondiale

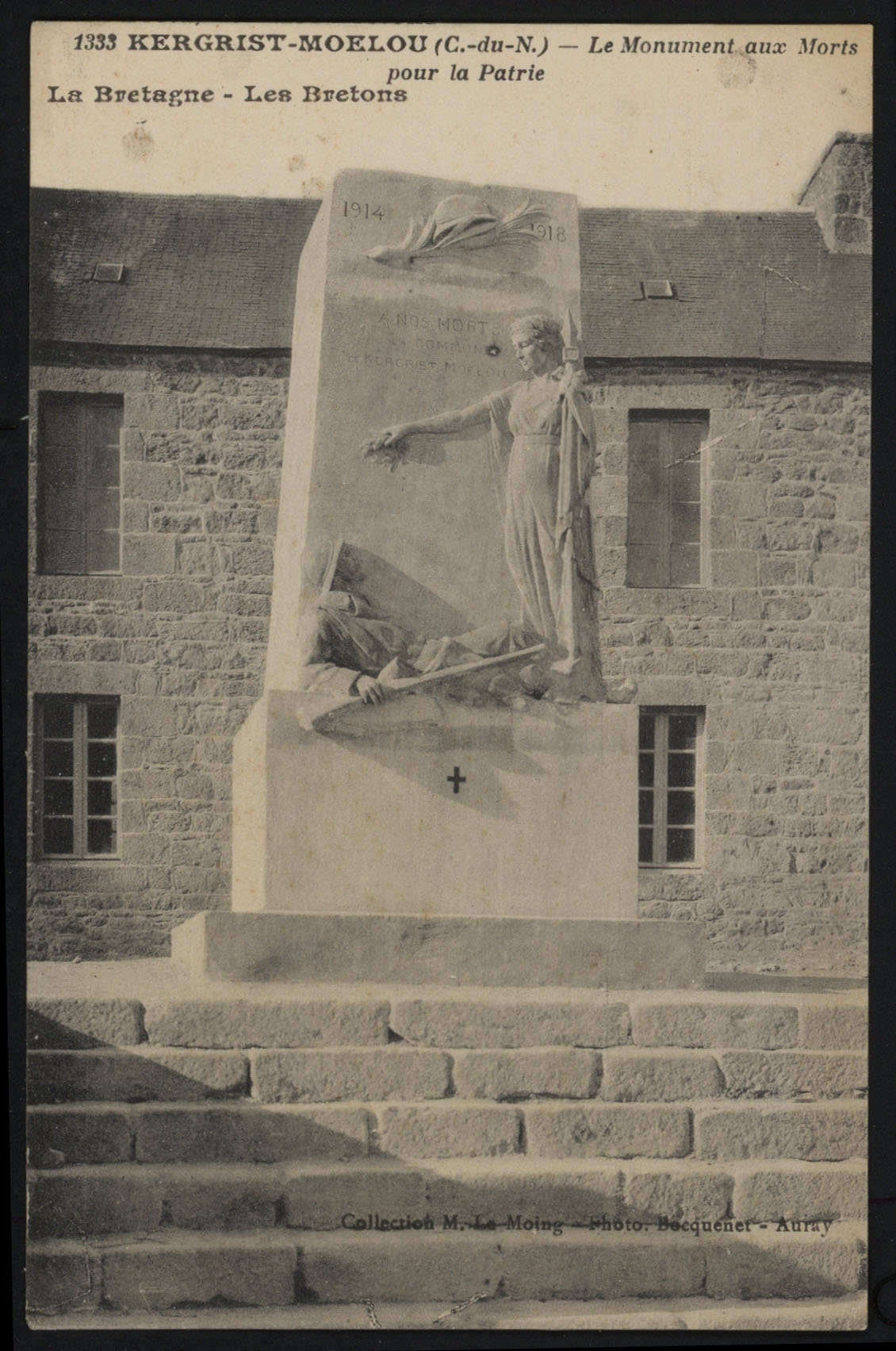
Le monument aux morts de Kergrist-Moëlou vers 1925.

Le monument aux morts de Kergrist-Moëlou porte les noms de 116 soldats morts pour la France pendant la Première Guerre mondiale ; parmi eux 16 sont morts en Belgique, dont 7 (membres du 73e régiment d'infanterie territoriale) à Langemark entre le 26 octobre 1914 et le 10 novembre 1914 ; 1 (François Donniou) est mort en Serbie dans le cadre de l'expédition de Salonique ; 2 (Henri Corveller et Joseph Le Fell) sont morts alors qu'ils étaient en captivité en Allemagne ; la plupart des autres sont décédés sur le sol français.

#### L'Entre-deux-guerres
Pendant la décennie 1920, Kergrist-Moëlou comptait 13 cafés (bistrots), 4 épiceries, 4 sabotiers, 3 charrons, 2 forgerons, 2 boulangers, etc.. ; l'école avait alors 6 classes (3 de filles et 3 de garçons) ; l'électrification a commencé dans le bourg en 1929.

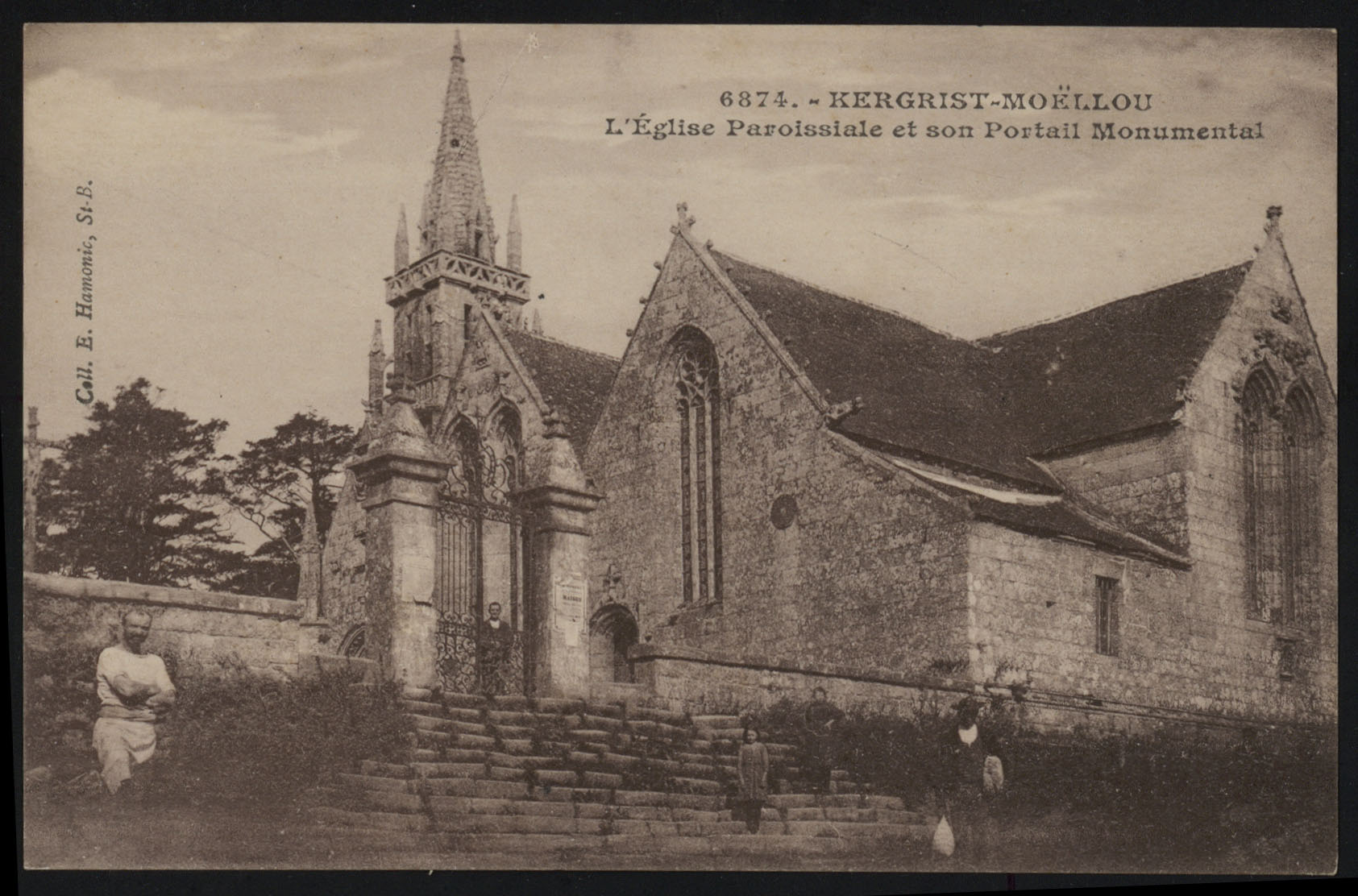
L'église paroissiale et son portail monumental vers 1925 (carte postale Émile Hamonic).

En octobre 1931, saisi d'une plainte de l'abbé Jean Penanguer, desservant, le Conseil d'État annula un arrêté du maire de Kergrist-Moëlou « prescrivant les sonneries de cloches de l'église les veilles et jours de fêtes locales, ainsi que les jours d'élection au moment de l'ouverture et de la fermeture du scrutin » car cela portait atteinte au libre exercice du culte.

#### La Seconde Guerre mondiale

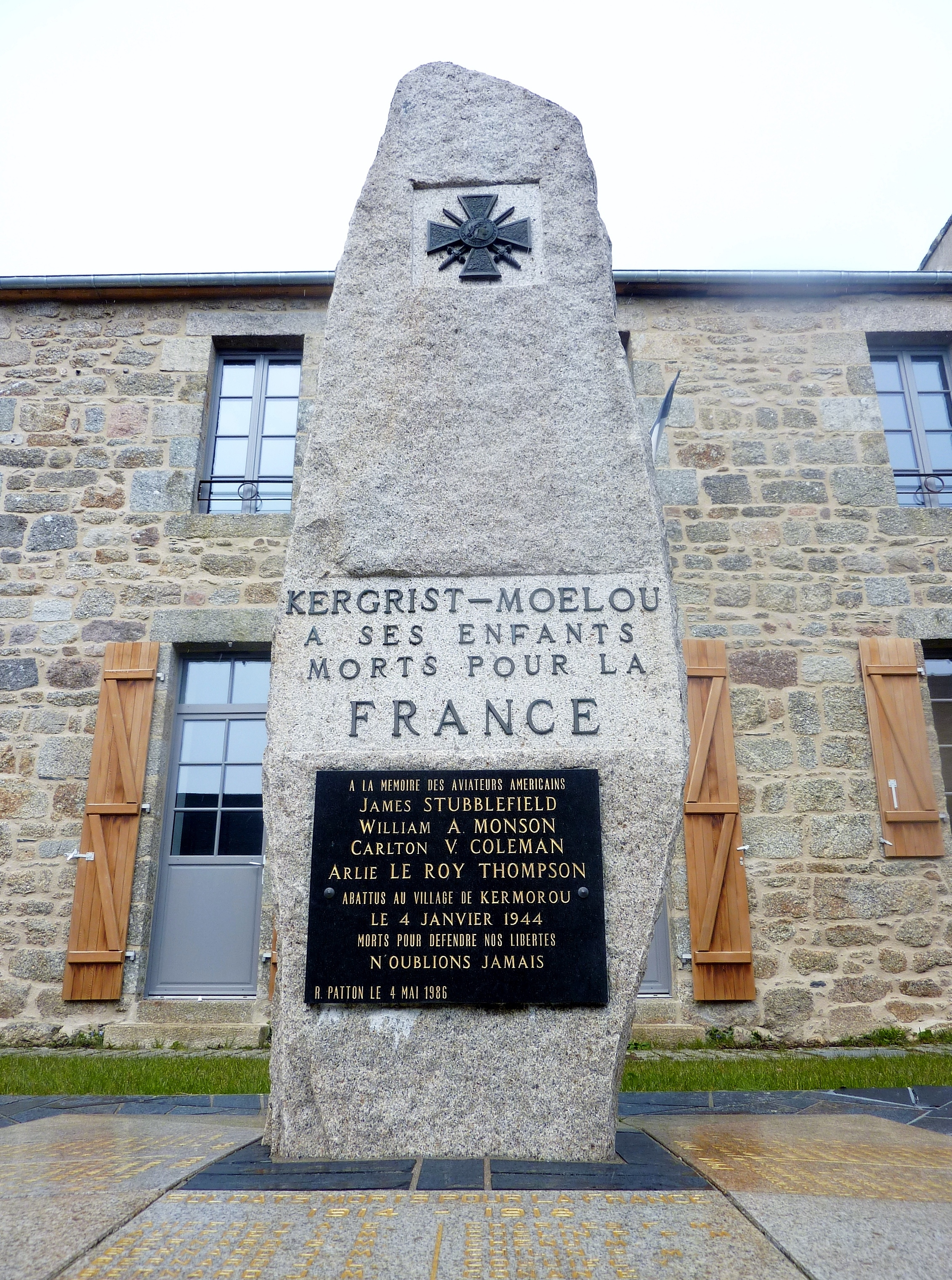
L'actuel monument aux morts de Kergrist-Moëlou.

Le monument aux morts de Kergrist-Moëlou porte les noms de 8 personnes mortes pour la France pendant la Seconde Guerre mondiale.
Ouvrier boulanger installé à Kergrist-Moëlou, Albert Fouilhon rejoint un groupe d'une vingtaine de jeunes résistants, pour la plupart des étudiants rennais. Peu armés, ils furent repérés par les soldats allemands. Le 16 juin 1944, Albert Fouilhon fut arrêté avec onze autres jeunes maquisards et transféré à la prison de Guingamp où il subit d'horribles tortures. Il fut fusillé quatre jours plus tard. Il avait 22 ans.
À la fin du mois de juin 1943 « la mairie de Kergrist-Moëlou (...) a été attaquée par des bandits armés [des résistants qui se sont emparés des feuilles de tickets du mois de juillet. Poursuivis par les gendarmes, l'un de ces malfaiteurs a blessé grièvement l'un d'eux de plusieurs balles de revolver » écrit le journal L'Écho, journal alors collaborationniste.
Le 4 janvier 1944 un avion B17 américain, au retour d'un raid de bombardement dans la région de Bordeaux, abattu par deux avions allemands, s'abat près du hameau de Kermorou ; 4 aviateurs américains décèdent : James Stubblefield, William A. Monson, Carlton V. Coleman et Arlie Le Roy Thompson.
Le 14 juillet 1944, des résistants de la 2e compagnie du bataillon FTP Kœnig du commandant Icare (Roque Carrion) défilèrent dans le bourg de Kergrist-Moëlou alors que les allemands se trouvaient toujours près de là, à Rostrenen.

#### L'après Seconde Guerre mondiale
Un soldat originaire de Kergrist-Moëlou (M. Bernard) est mort pour la France pendant la Guerre d'Algérie.
Par un arrêté daté du 4 mai 1970 la commune de Rostrenen annexe, au détriment de Kergrist-Moëlou, une vingtaine de villages situés au sud du Petit Doré, dont ceux de Lanvern, Coatrinque [Coat-Trenk], Quenropers, Ker-François, Goarem-Rous [Goaem-Rouz], Ty-Jouan, Toul-Huit [Toulhuit], Pempoul Even, le Couar, Kerviguen, le Faouédic, la Croix-Haute, Croix-Julou, Bonne-Nouvelle, le Bois-Pin ou Coat-Pin, Taberne [Taberno], Lanhellen et Lan-Vian[Lann Vihan], soit en tout une vingtaine de villages et des rues situées en périphérie nord de la ville de Rostrenen (rue Marcel-Tanguy, route de Plounévez-Quintin vers la Garenne).

## Démographie
| 1793  | 1800 | 1806  | 1821  | 1831  | 1836  | 1841  | 1846  | 1851  |
| ----- | ---- | ----- | ----- | ----- | ----- | ----- | ----- | ----- |
| 1 088 | 971  | 2 164 | 1 968 | 2 143 | 2 272 | 2 399 | 2 422 | 2 335 |

| 1856  | 1861  | 1866  | 1872  | 1876  | 1881  | 1886  | 1891  | 1896  |
| ----- | ----- | ----- | ----- | ----- | ----- | ----- | ----- | ----- |
| 2 308 | 2 320 | 2 457 | 2 297 | 2 439 | 2 406 | 2 503 | 2 561 | 2 514 |

| 1901  | 1906  | 1911  | 1921  | 1926  | 1931  | 1936  | 1946  | 1954  |
| ----- | ----- | ----- | ----- | ----- | ----- | ----- | ----- | ----- |
| 2 578 | 2 614 | 2 624 | 2 552 | 2 566 | 2 350 | 2 213 | 2 105 | 1 928 |

| 1962  | 1968  | 1975 | 1982 | 1990 | 1999 | 2006 | 2007 | 2012 |
| ----- | ----- | ---- | ---- | ---- | ---- | ---- | ---- | ---- |
| 1 915 | 1 764 | 854  | 722  | 685  | 692  | 668  | 663  | 652  |

| 2017 | 2022 | - | - | - | - | - | - | - |
| ---- | ---- | - | - | - | - | - | - | - |
| 657  | 636  | - | - | - | - | - | - | - |

## Économie
Commerce de proximité, alimentation.

## Lieux et monuments
- Église Notre-Dame et vestiges du calvaire, classés monuments historiques[54],[55]. 
  - Église Notre-Dame : elle a été construite entre 1550 et 1554 par Pierre et Guillaume Jézéquel[56]. L'extérieur de l'église est couvert de moulures et de sculptures : rarement on rencontre des églises dont les murs à l'extérieur sont aussi richement décorés. « D'aussi pures merveilles de granit sont des critères incontestables de la richesse matérielle et spirituelle d'un pays ; un pays miséreux ne peut se permettre richesses somptuaires ; un pays sans foi trouve à son argent autre emploi que la gloire de Dieu » a écrit Joseph Chardronnet. L'église, saccagée en 1793, fut restaurée entre 1867 et 1873 par les entrepreneurs E. Chamaillard (de Rostrenen) et Yvon Bellec, sous les directives de l'abbé Daniel, recteur de Bulat et de Joachim Gaultier du Mottay. les peintures du lambris, réalisées en 1871 par Gilbert (de Rostrenen), représentent les évêques français présents au concile Vatican I ; le maître-autel est en kersanton et est l'œuvre de R. L'Arhantec de Morlaix ; il date de 1878 (sur l'avant ses sculptures représentent la Cène et les apôtres Pierre et Paul) ; les verrières ont conservé les écussons des seigneurs fondateurs (derrière l'autel, à droite ceux des Rostrenen en alliance avec Pont-l'Abbé ; à gauche Foix et Rostrenen) ; dans le vitrail du transept méridional, les armes du Béarn, de Rosmadec, de Rostrenen et de Pont-l'Abbé ; dans la fenêtre orientale celles des Rostrenen, Keranrais et Pestivien ; toutes ces familles ayant eu entre elles des alliances matrimoniales. Son porche présente les statues des apôtres. L'évêque de Saint-Brieuc, Mgr David, lors de sa visite pastorale, déclara : « Les habitants de Kergrist peuvent en toute vérité être fiers de leur église. Dégradée par le temps, lle a été restaurée intelligemment et peut compter désormais parmi les plus beaux monuments de notre diocèse. Le lambris ogival a été bien exécuté et est conforme au style de l'église ». L'église a été classée monument historique le 16 février 1921 ; elle a été à nouveau restaurée en 1896, 1922 et 1971[57]. Un ossuaire jouxte l'église.

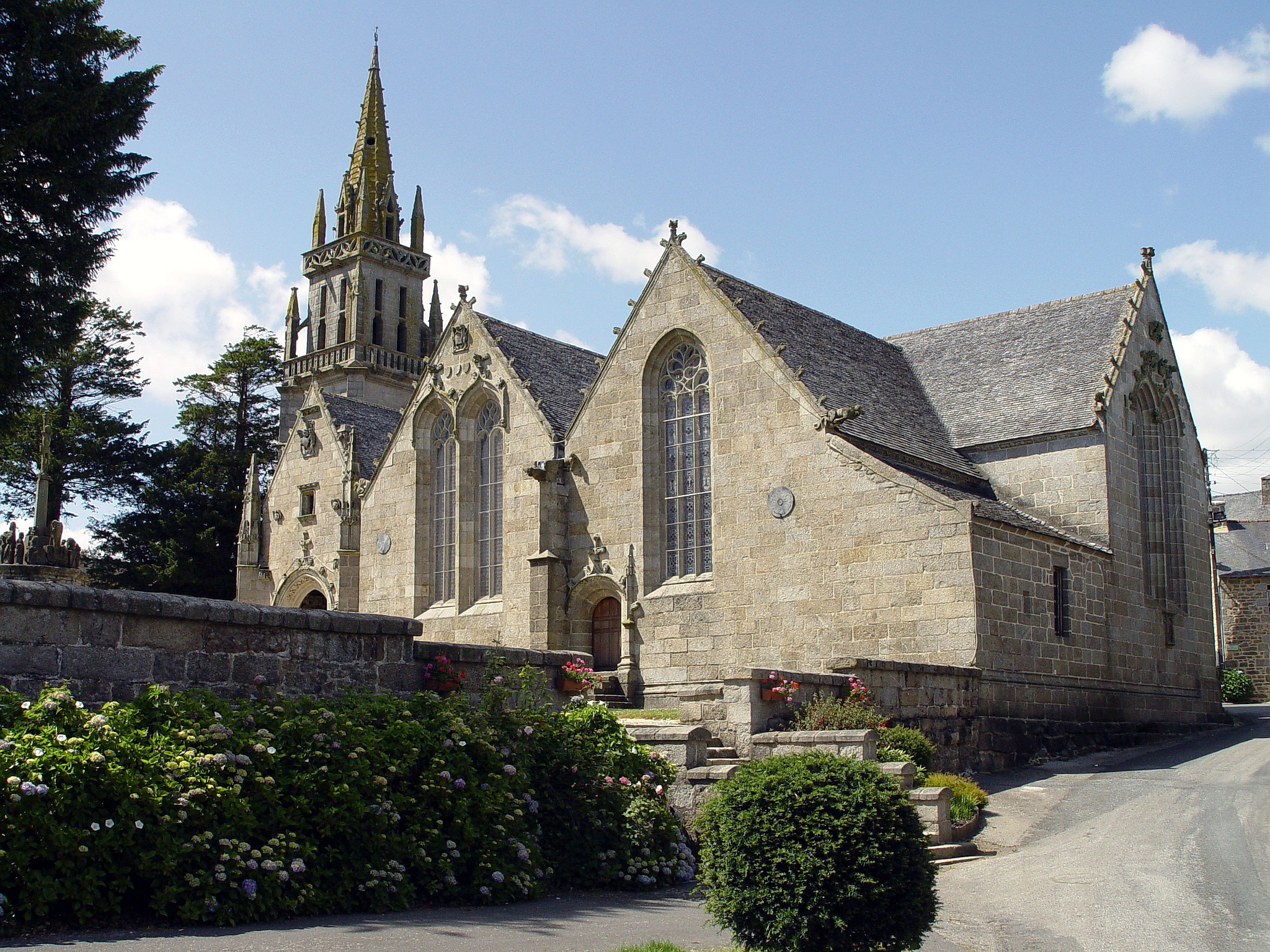
L'église paroissiale Notre-Dame et son calvaire.
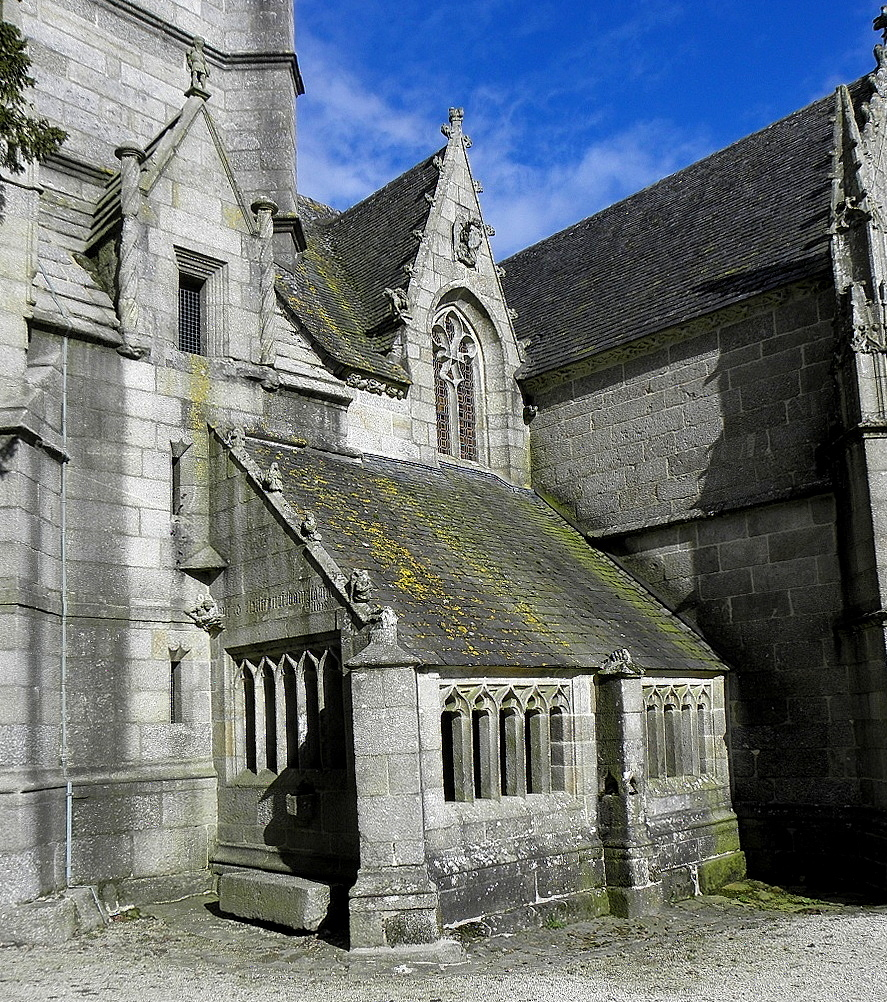
L'ossuaire attaché à l'église Notre-Dame.
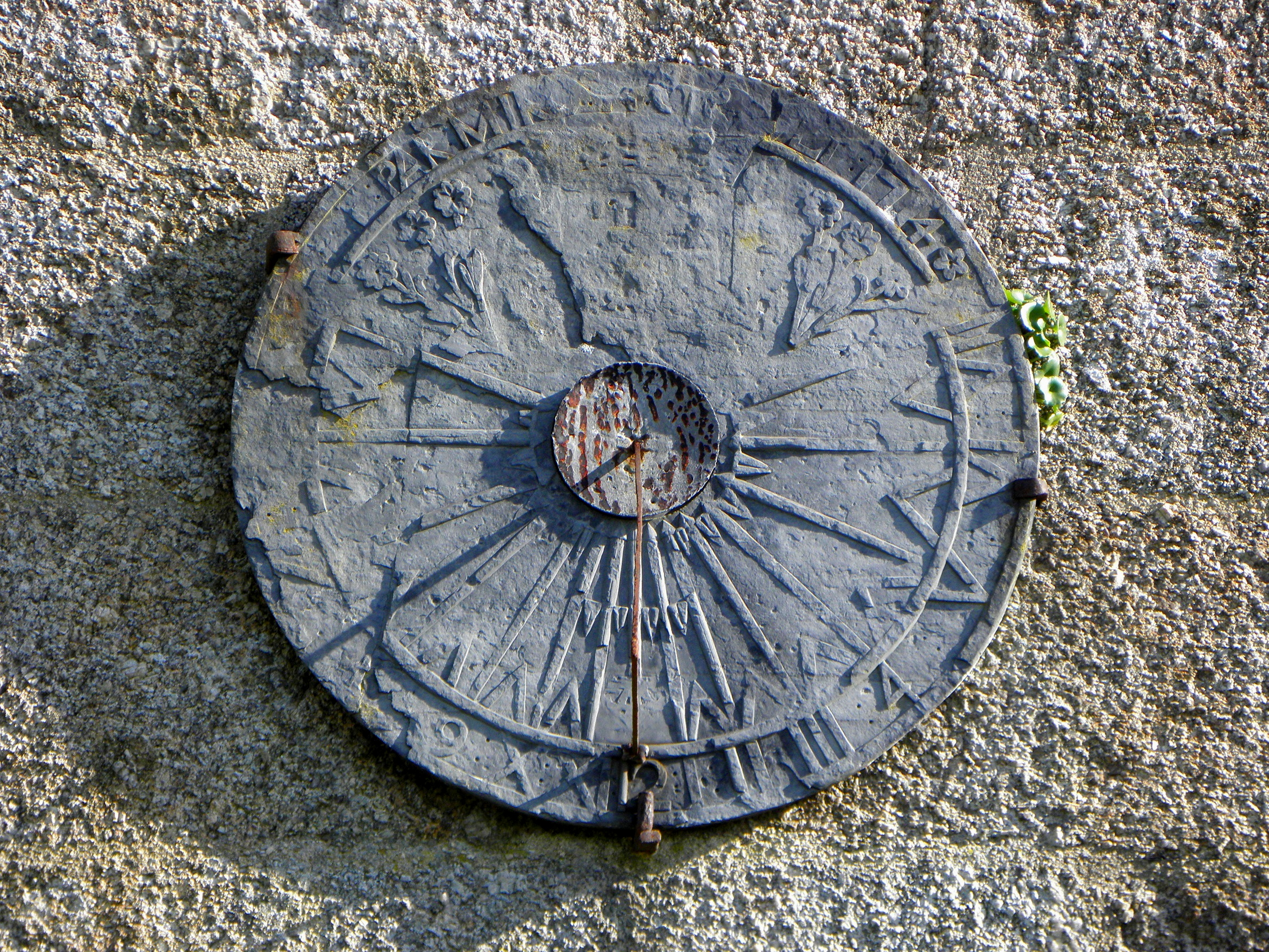
Cadran solaire (façade sud de l'église).
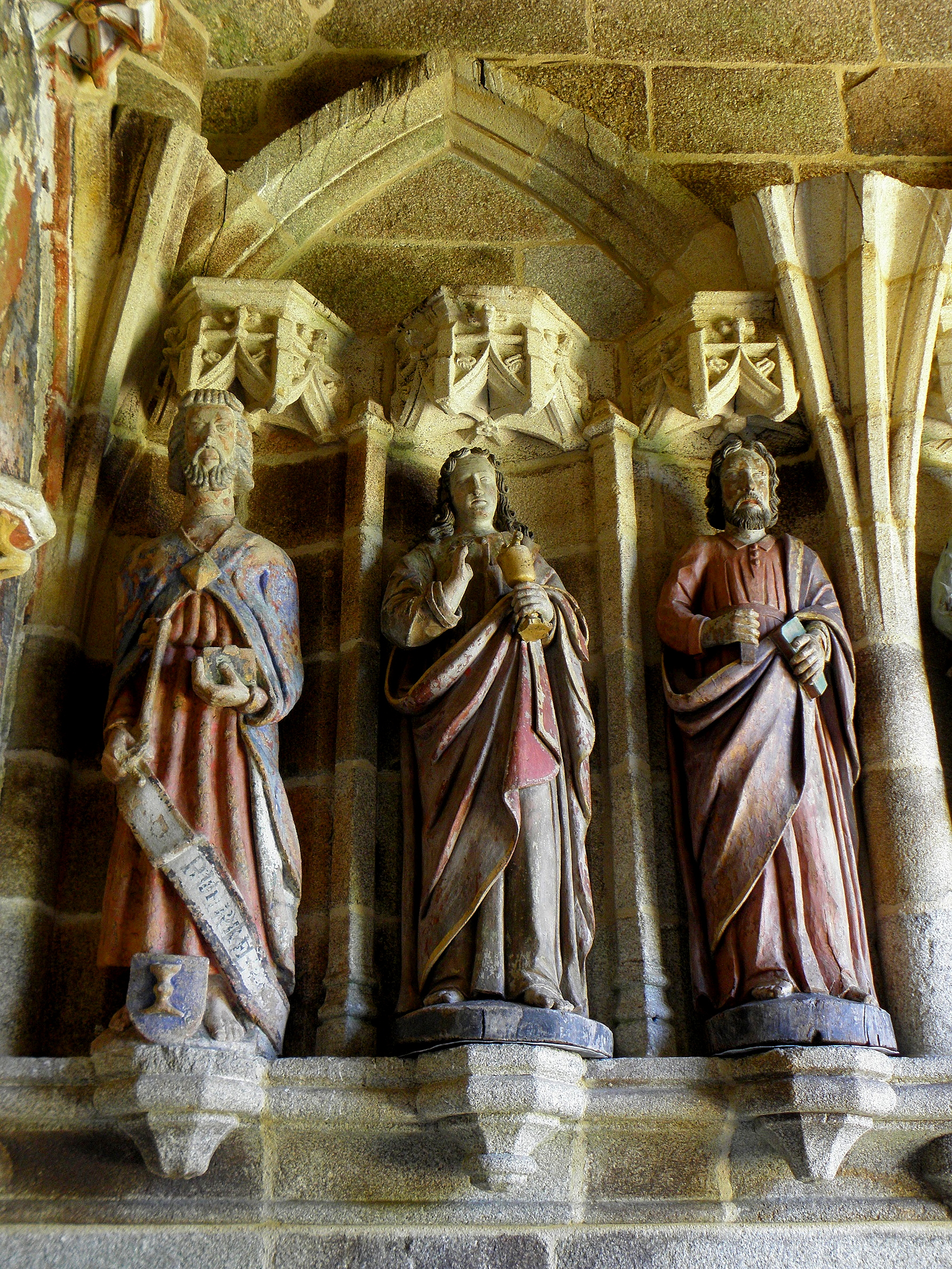
Porche sud : saint Pierre, saint Jean, saint ?.

Louis Ogès la décrit ainsi : « L'église est de la fin du gothique ; elle offre, dans certaines parties du clocher des décors Renaissance. À l'intérieur les lambris sont décorés d'une foule de portraits (...). La chaire à prêcher présente la particularité d'être pourvue d'un escalier d'accès taillé à l'intérieur du mur. Près des fonts baptismaux on remarque une grande cheminée (...) : on y faisait du feu pour chauffer les nouveau-nés. Dans l'ossuaire sont relégués des fragments de statues en pierre (...) ». Un auteur anonyme, membre de la Socité d'émulation des Côtes-du-Nord, précise en 1935 que « la façade sud est fort belle et on a essayé de reconstituer dans le cimetière un grand calvaire à nombreux personnages dont les débris épars gisaient parmi les tombe encadrées d'ifs séculaires » ; il indique aussi l'existence d'un « ivrogne en pierre trébuchant, verre et cruche à la main sur le rampant de la toiture nord de l'église ».

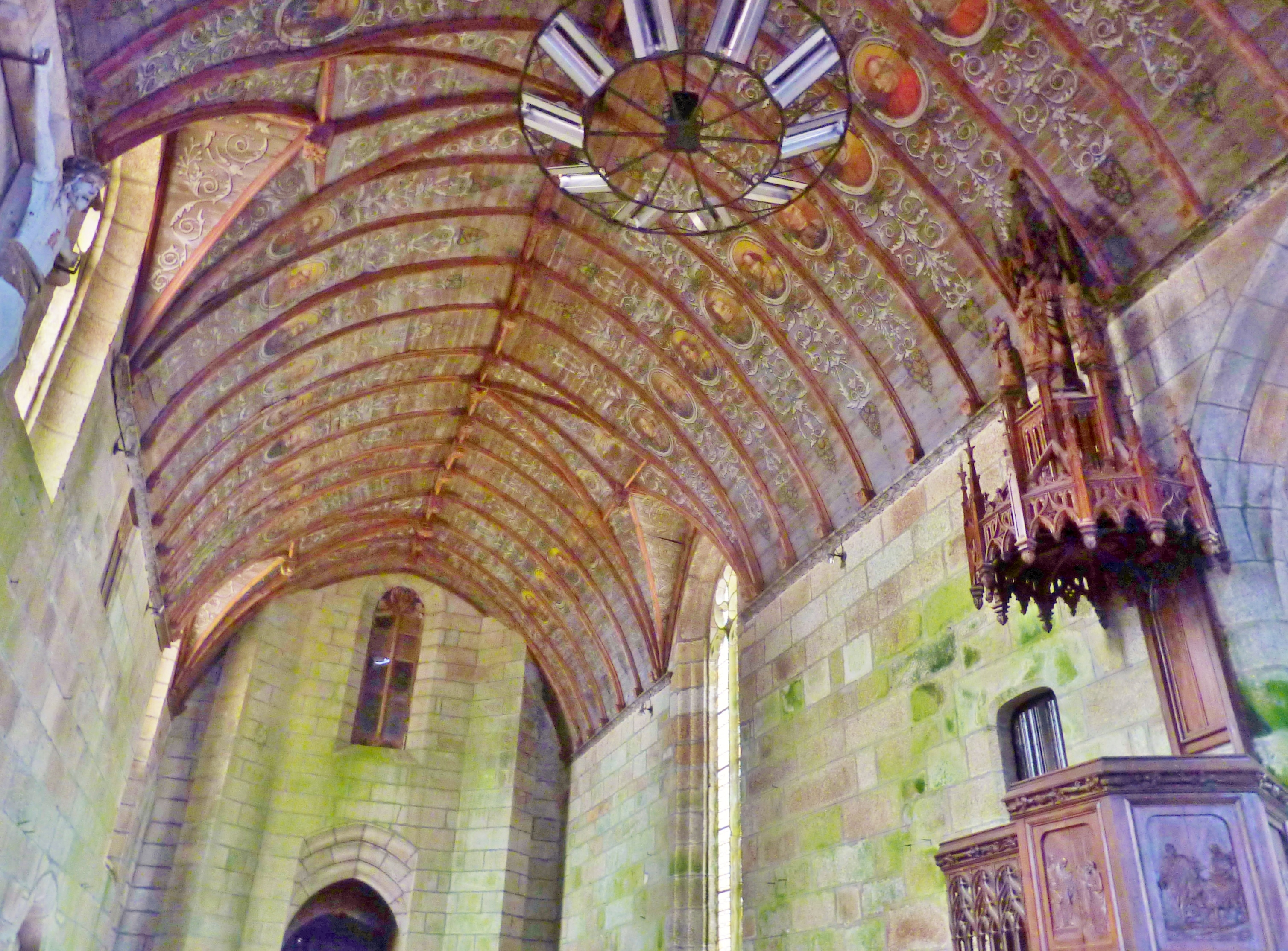
Église paroissiale Notre-Dame : peintures du lambris et chaire à prêcher.
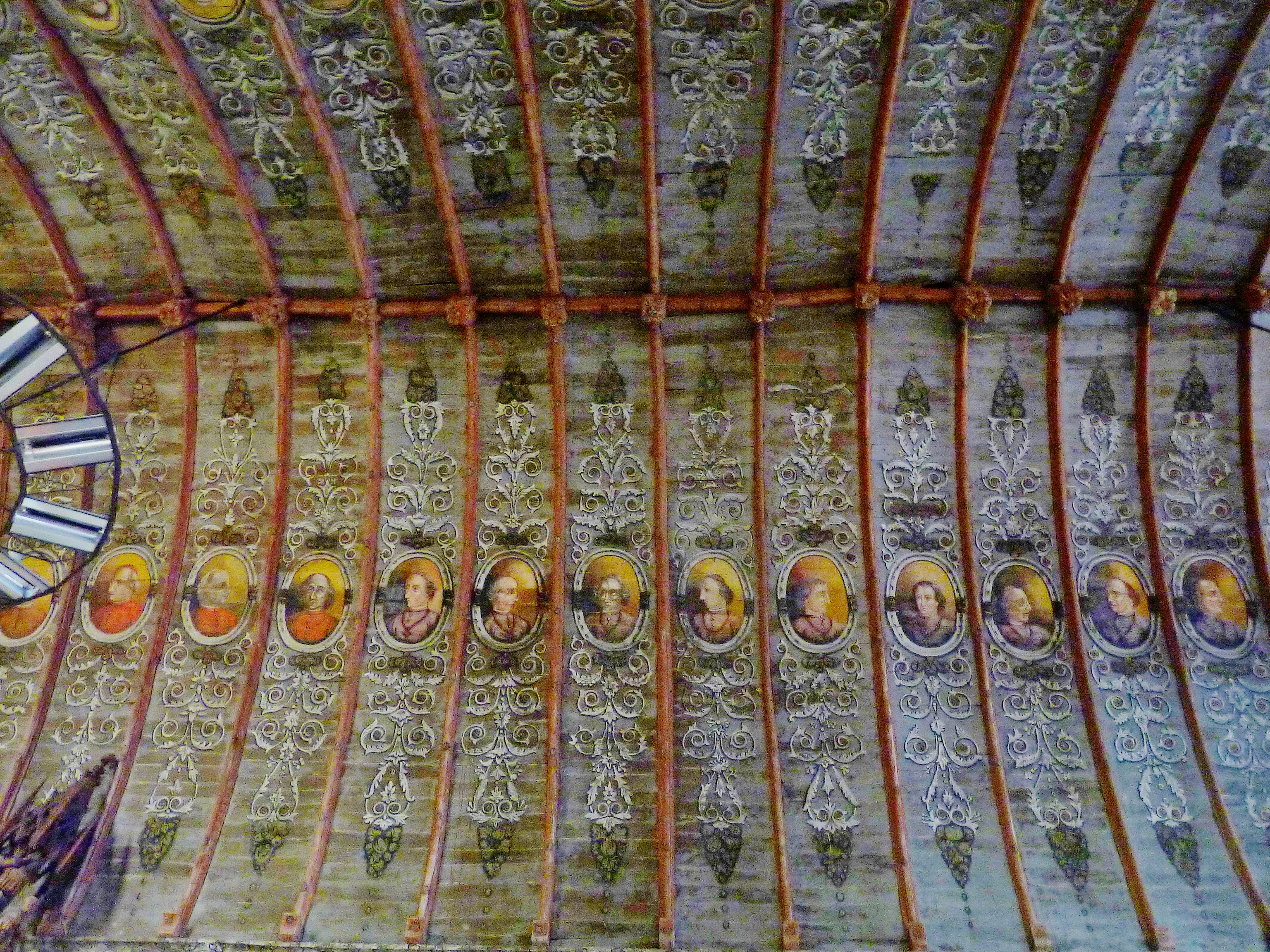
Église paroissiale Notre-Dame : peintures du lambris, réalisées en 1871 par Gilbert (de Rostrenen), représentant les évêques français présents au concile Vatican I.
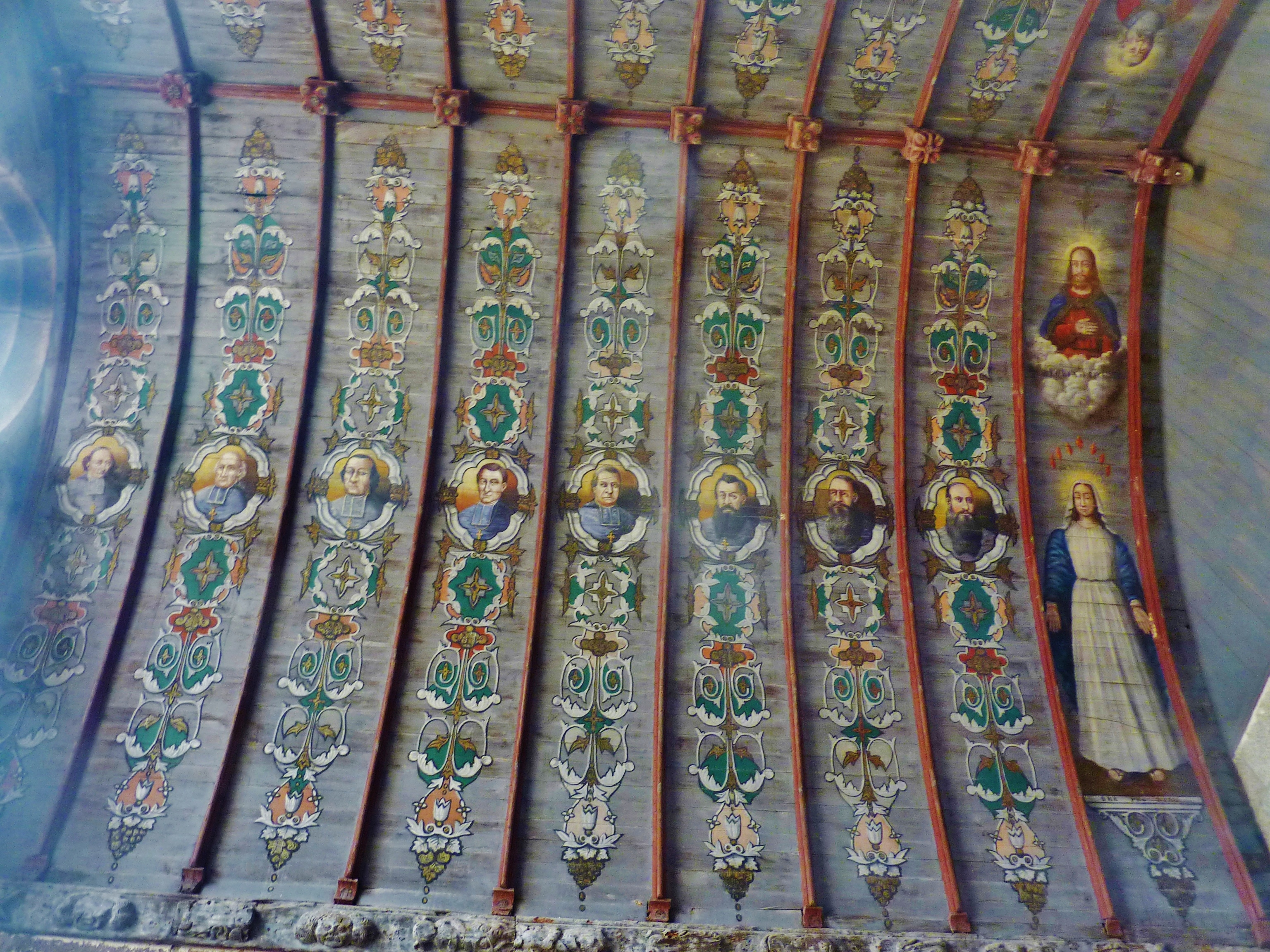
Église paroissiale Notre-Dame : peintures du lambris, réalisées en 1871 par Gilbert (de Rostrenen), représentant les évêques français présents au concile Vatican I.
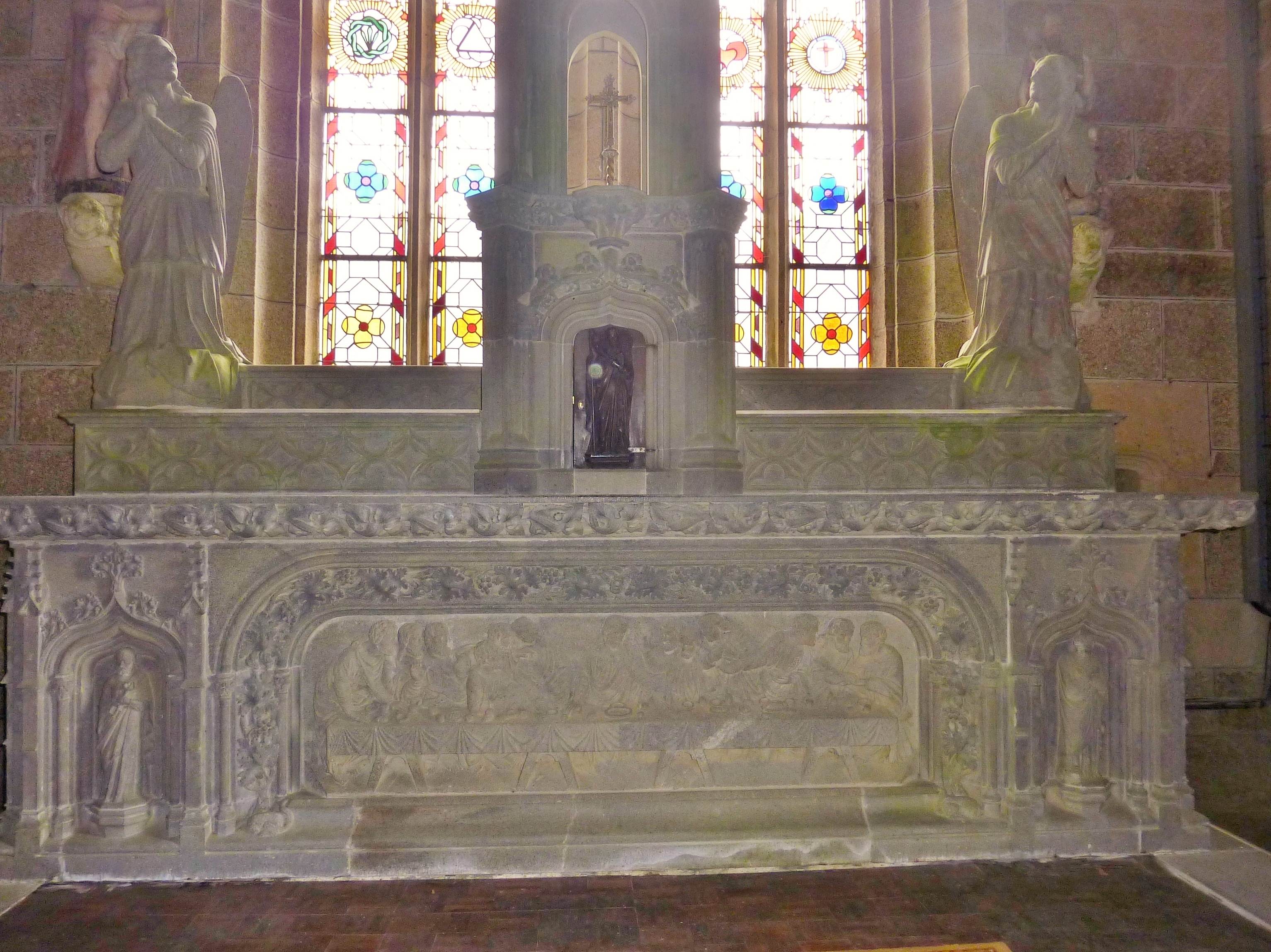
Église paroissiale Notre-Dame : le maître-autel.
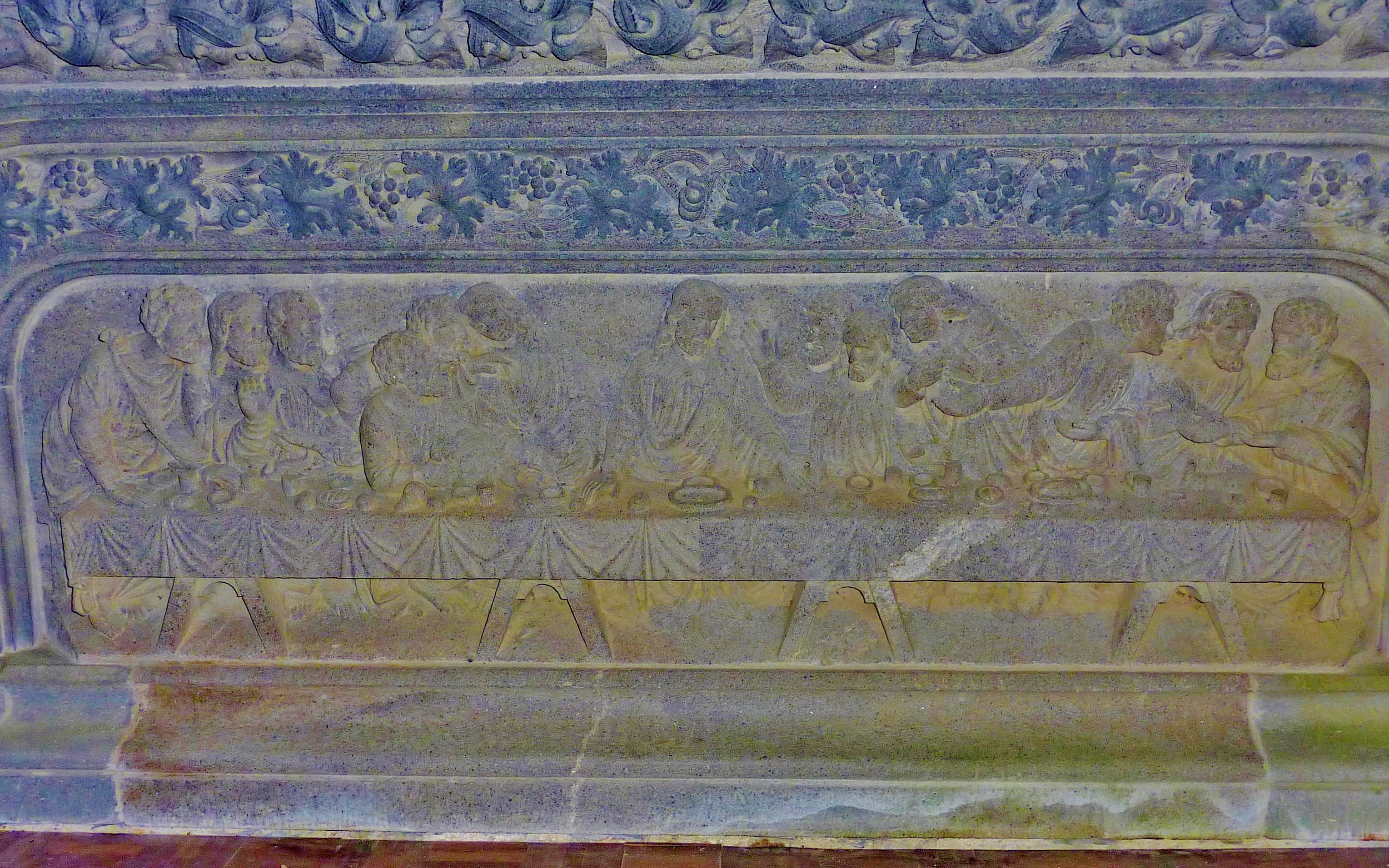
Église paroissiale Notre-Dame : la Cène sculptée sur l'avant du maître-autel.
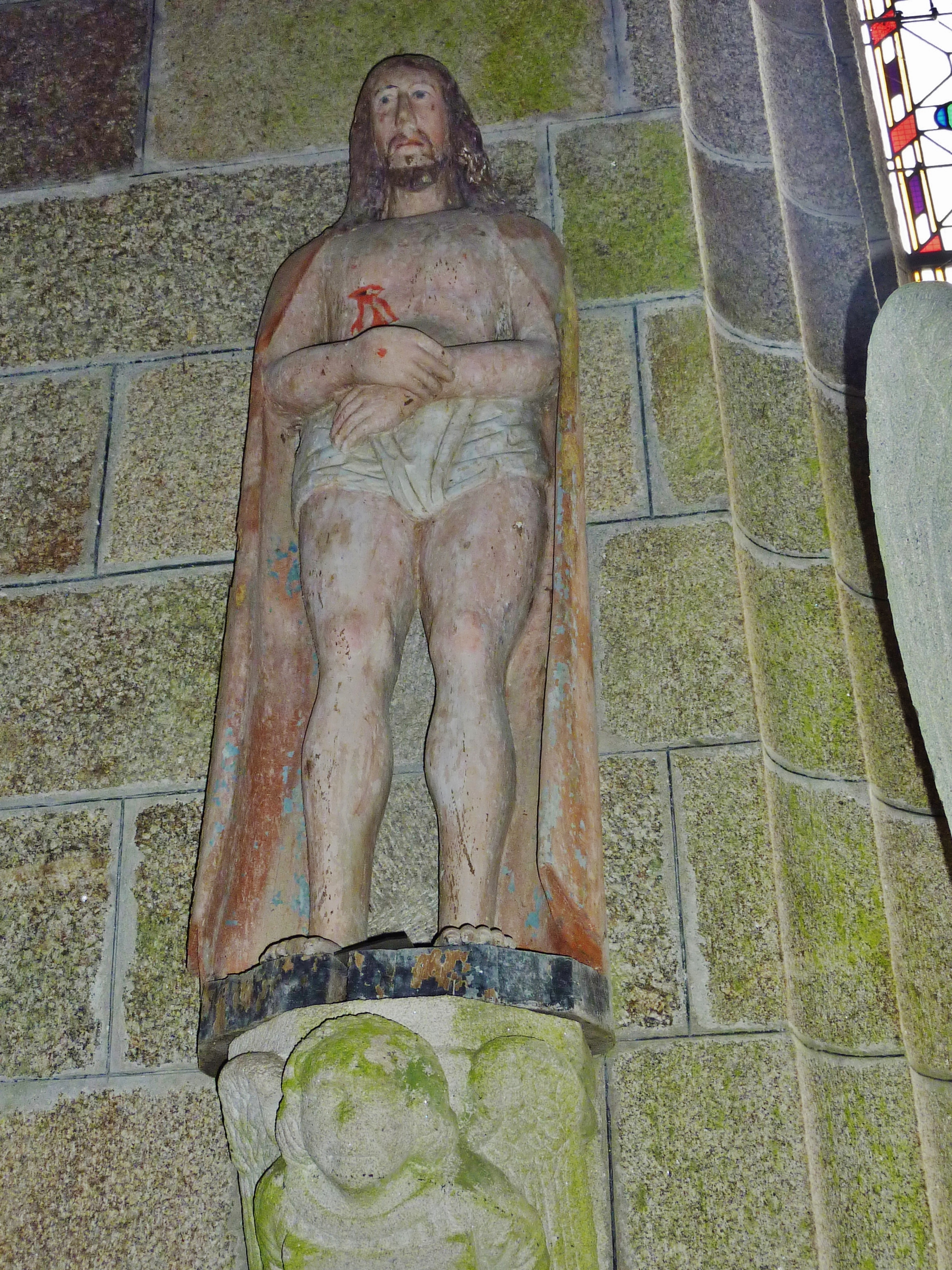
Église paroissiale Notre-Dame : statue "Christ aux outrages".
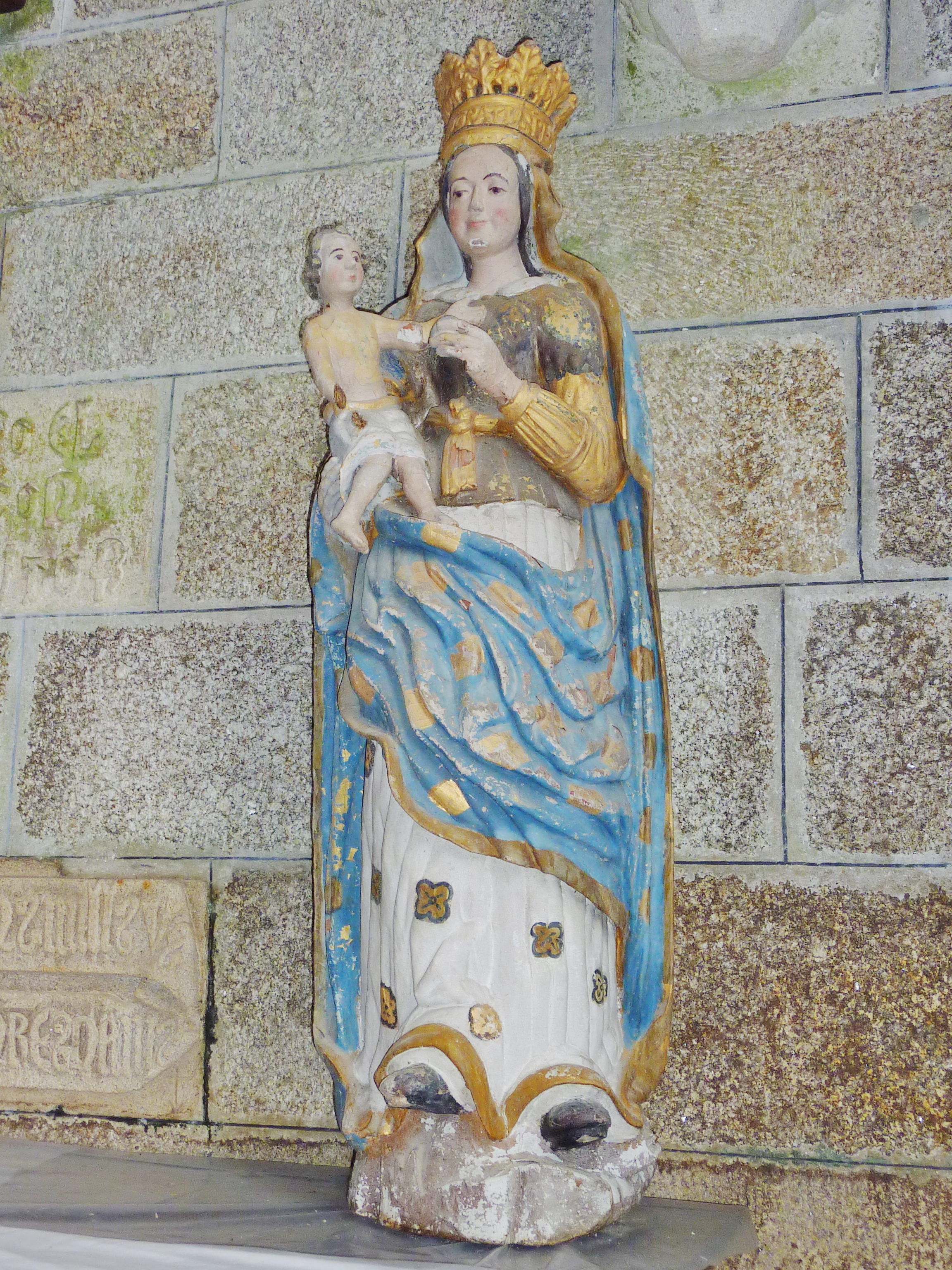
Église paroissiale Notre-Dame : statue de Notre-Dame de Bon-Secours.
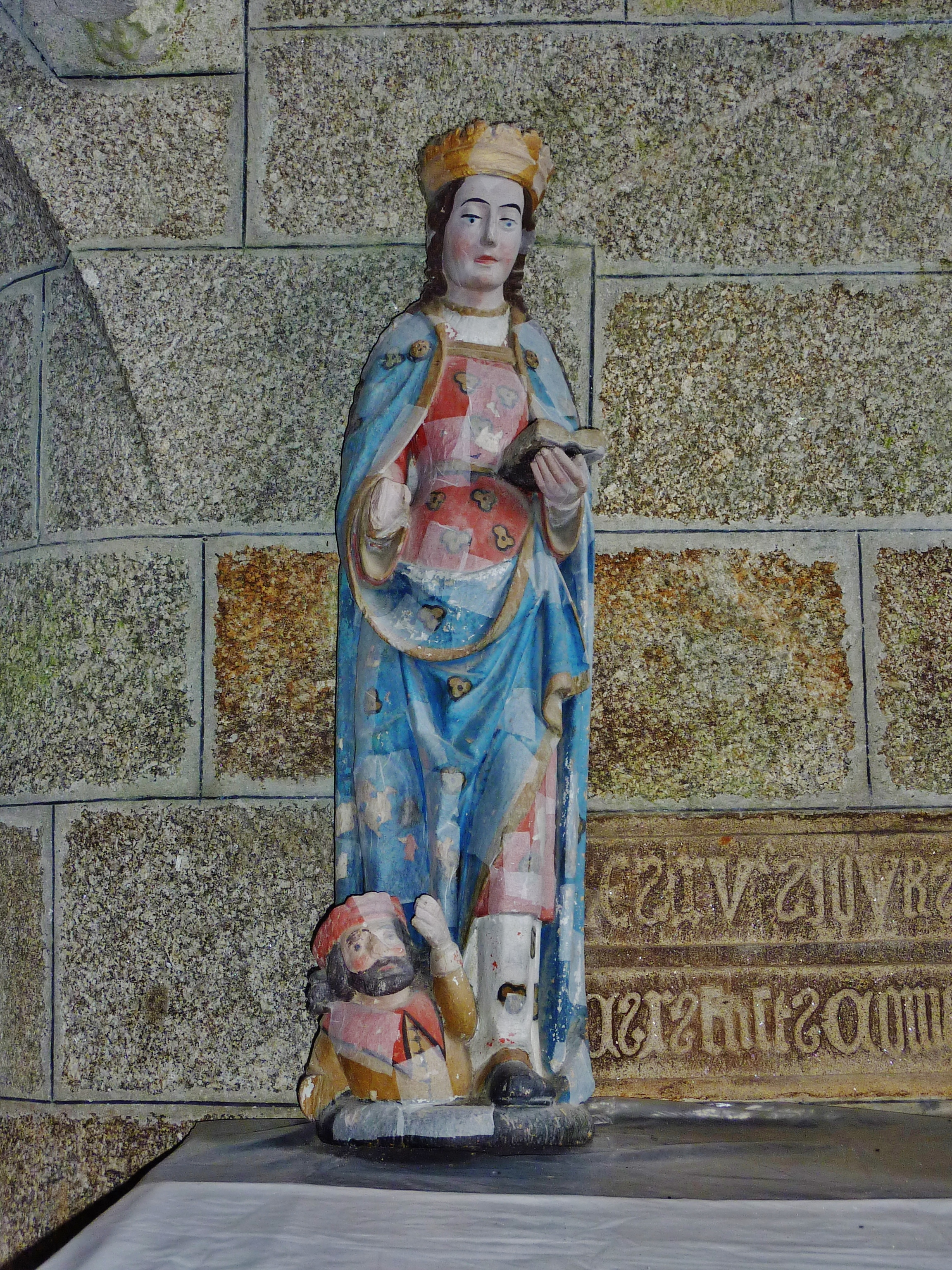
Église paroissiale Notre-Dame : statue de sainte Catherine d'Alexandrie, avec la tête de l'empereur Maximin.
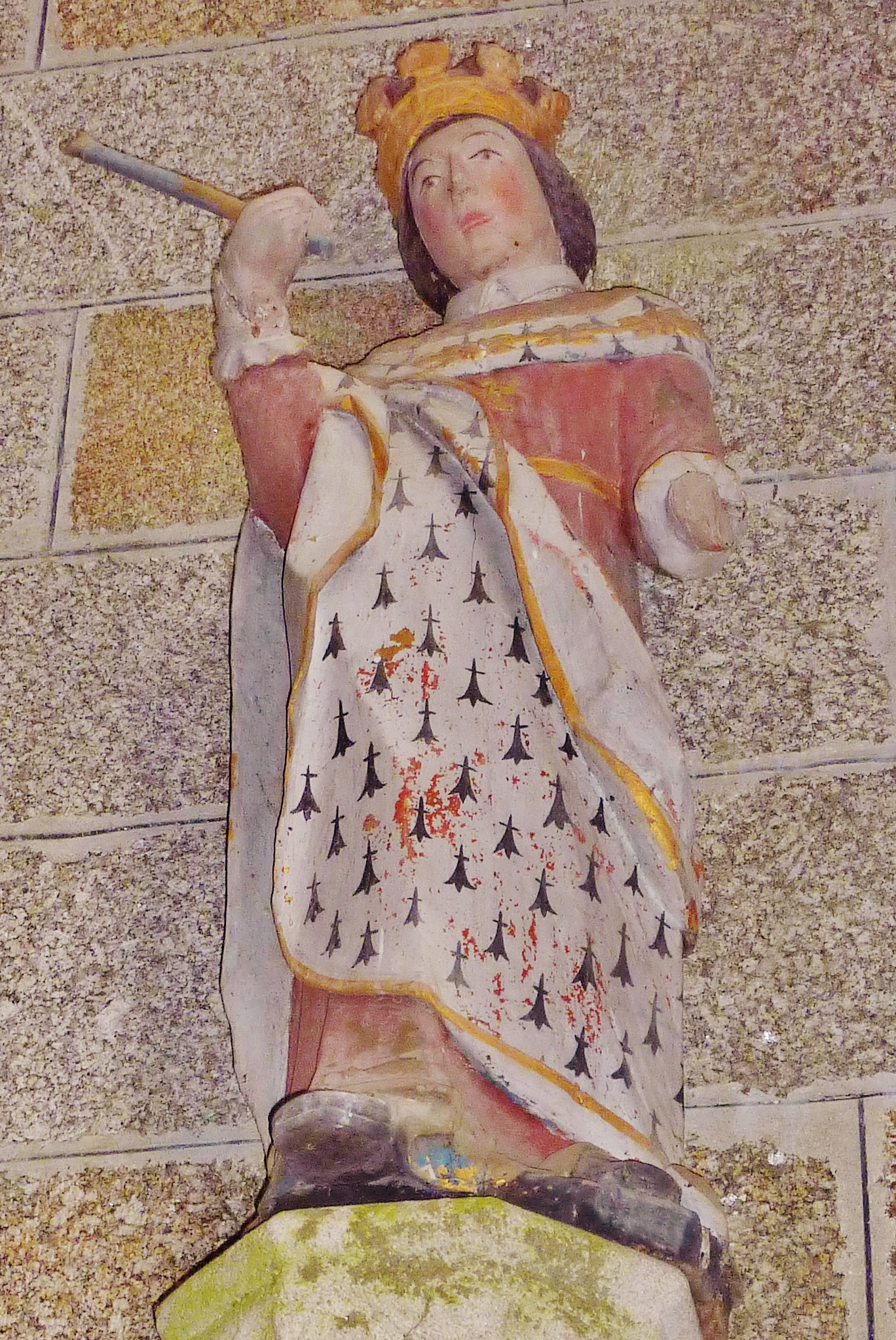
Église paroissiale Notre-Dame : statue de saint Judicaël, roi de Bretagne.
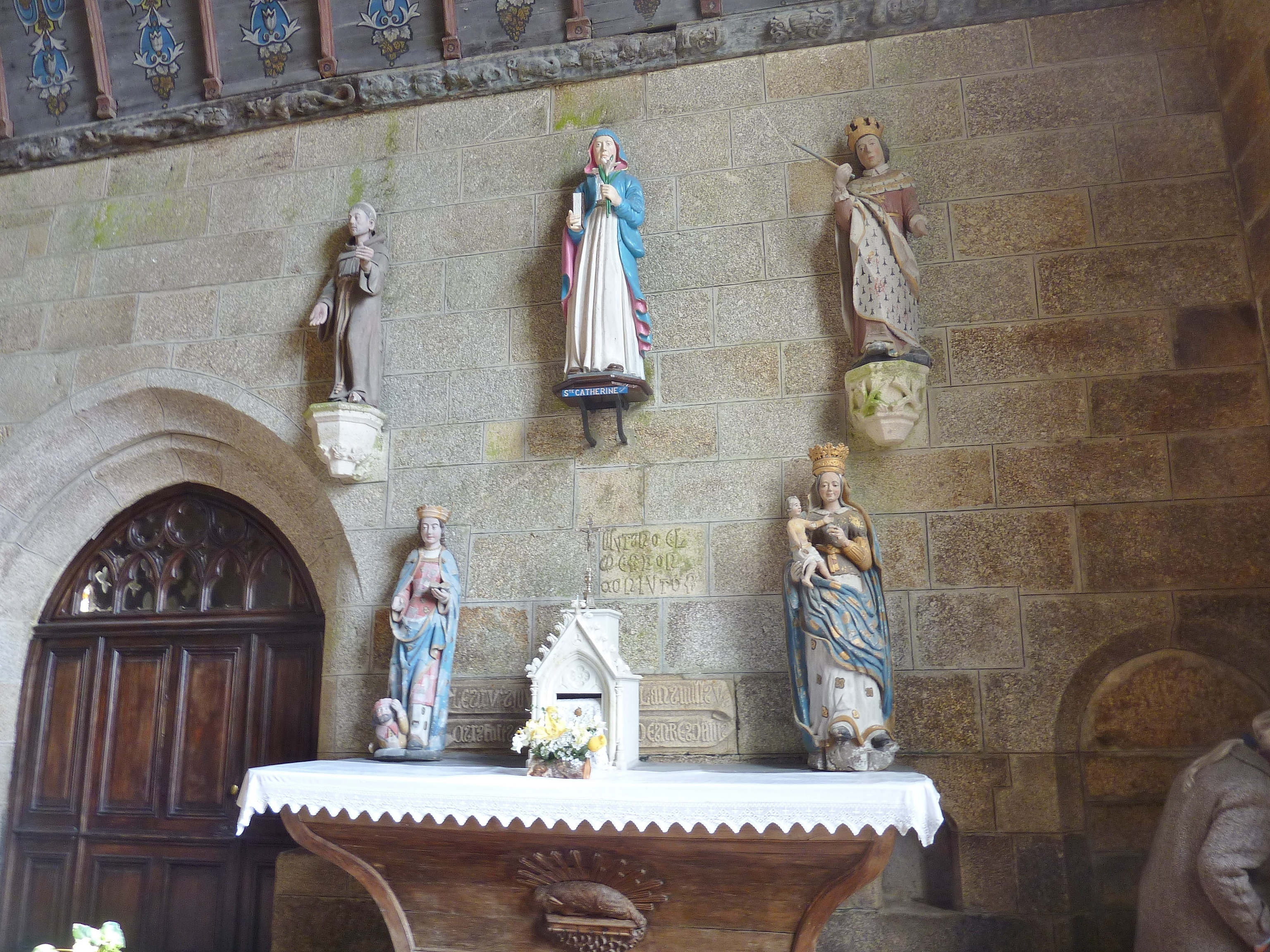
Église paroissiale Notre-Dame : statues diverses.

- - Le calvaire de Kergrist-Moëlou : il date lui aussi de 1578 (construit par Guillaume Jézéquel)[60] et s'inspire du calvaire de Plougonven : son écusson, peu lisible, représente sans doute les armes de Rostrenen ; il semble avoir représenté les détails de la vie de Jésus-Christ et représentait une centaine de personnages, mais il a été saccagé en 1793, de nombreuses statues ayant été décapitées ou mutilées et replacées par la suite n'importe comment, au petit bonheur la chance[61] ; les ifs situés au sud et à l'ouest du calvaire, anciens, sont remarquables, les plus vieux ont probablement plus de 700 ans et seraient donc antérieurs au calvaire et à l'église actuelle ; l'un d'entre eux a la particularité d'être creux à l'intérieur.

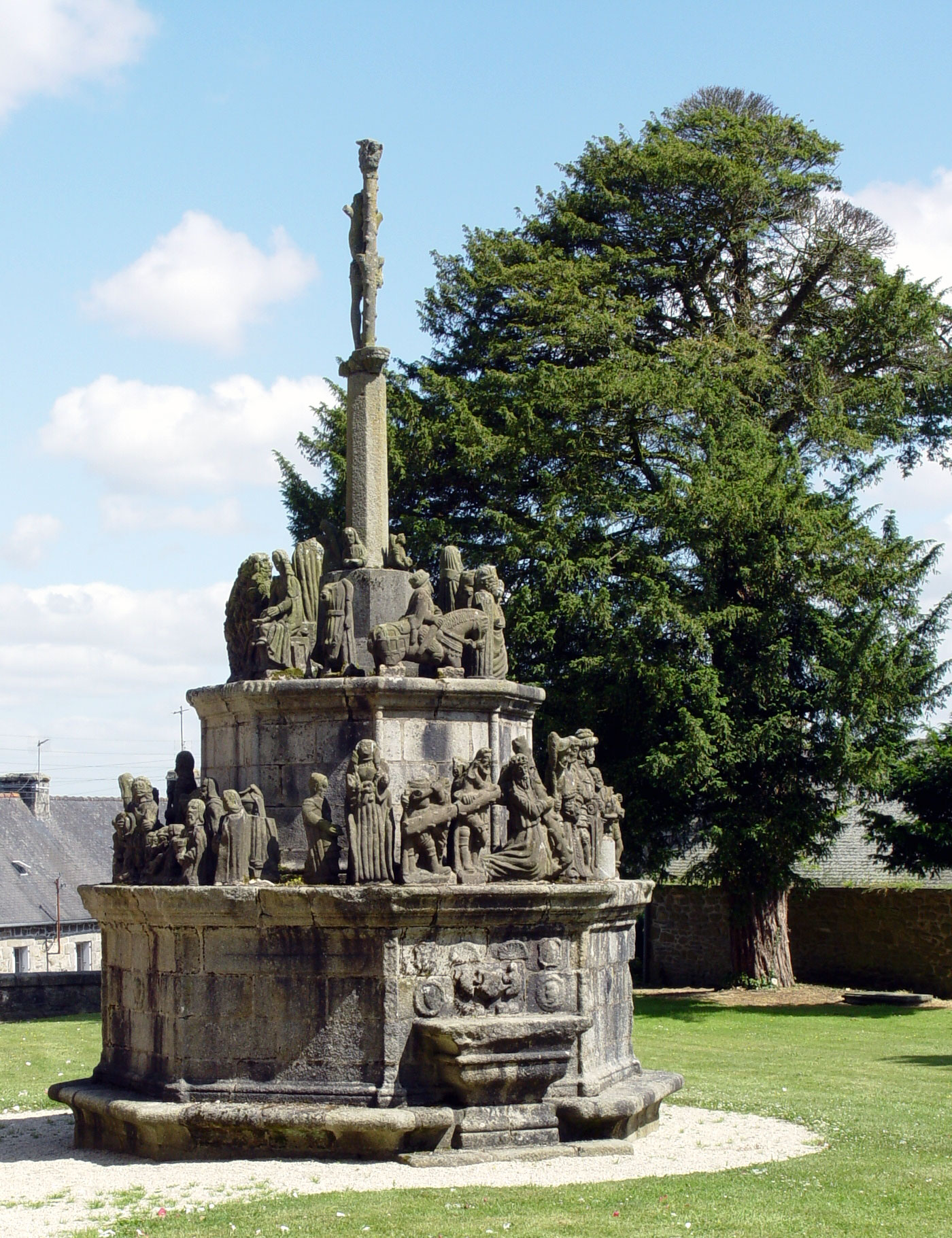
Calvaire de Kergrist-Moëlou : vue d'ensemble.
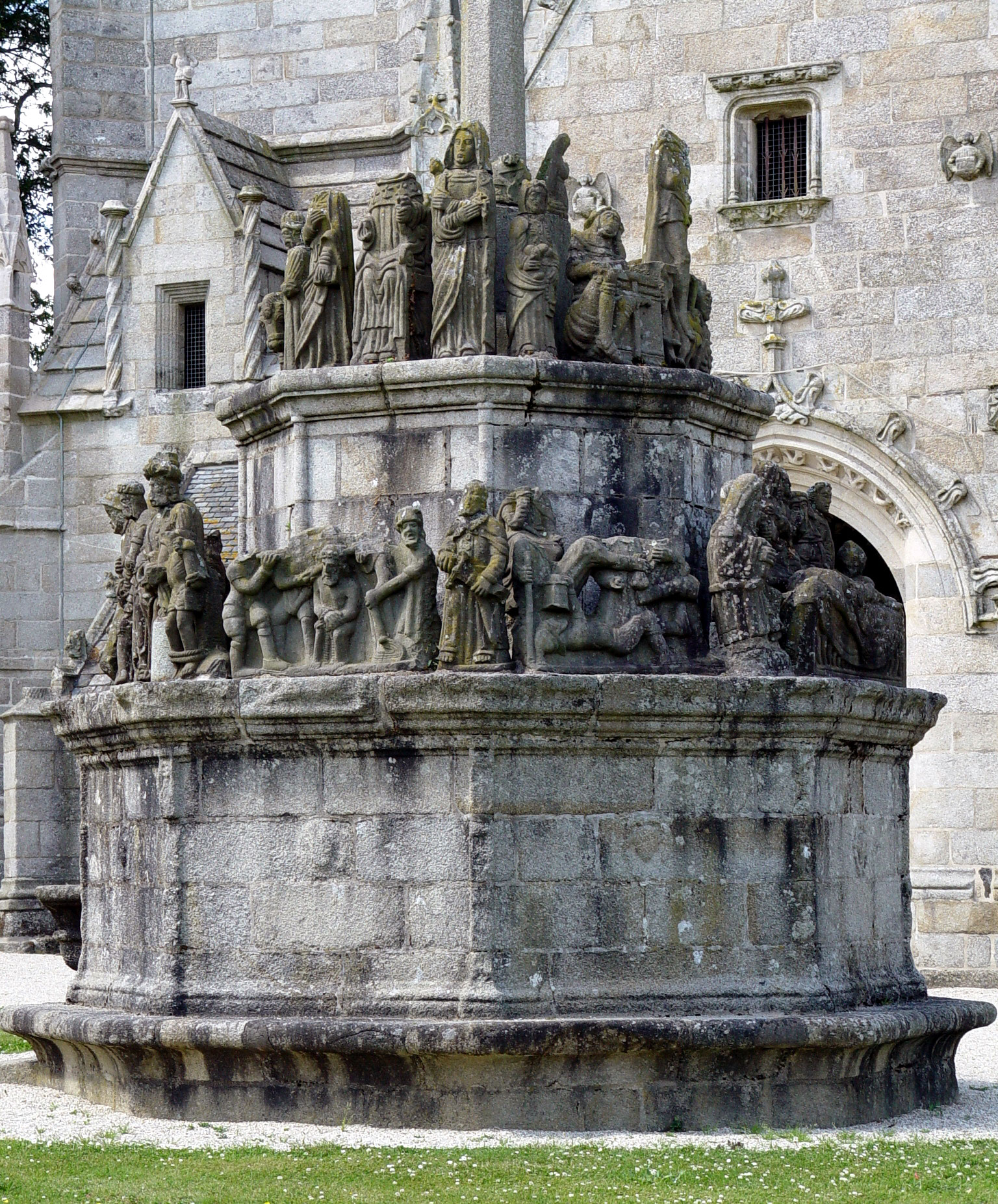
Calvaire de Kergrist-Moëlou : vue partielle.
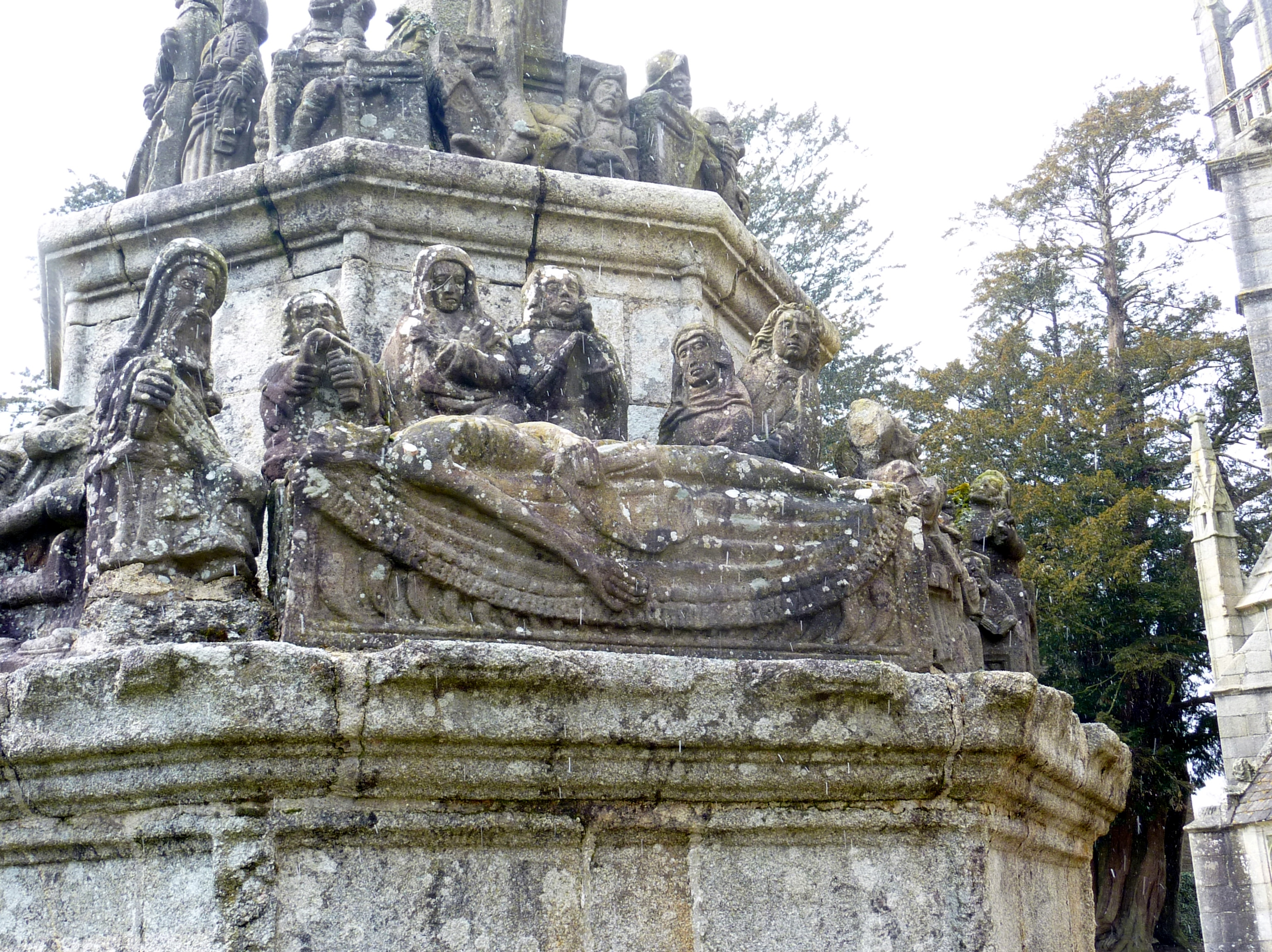
Calvaire de Kergrist-Moëlou : Mise au tombeau.
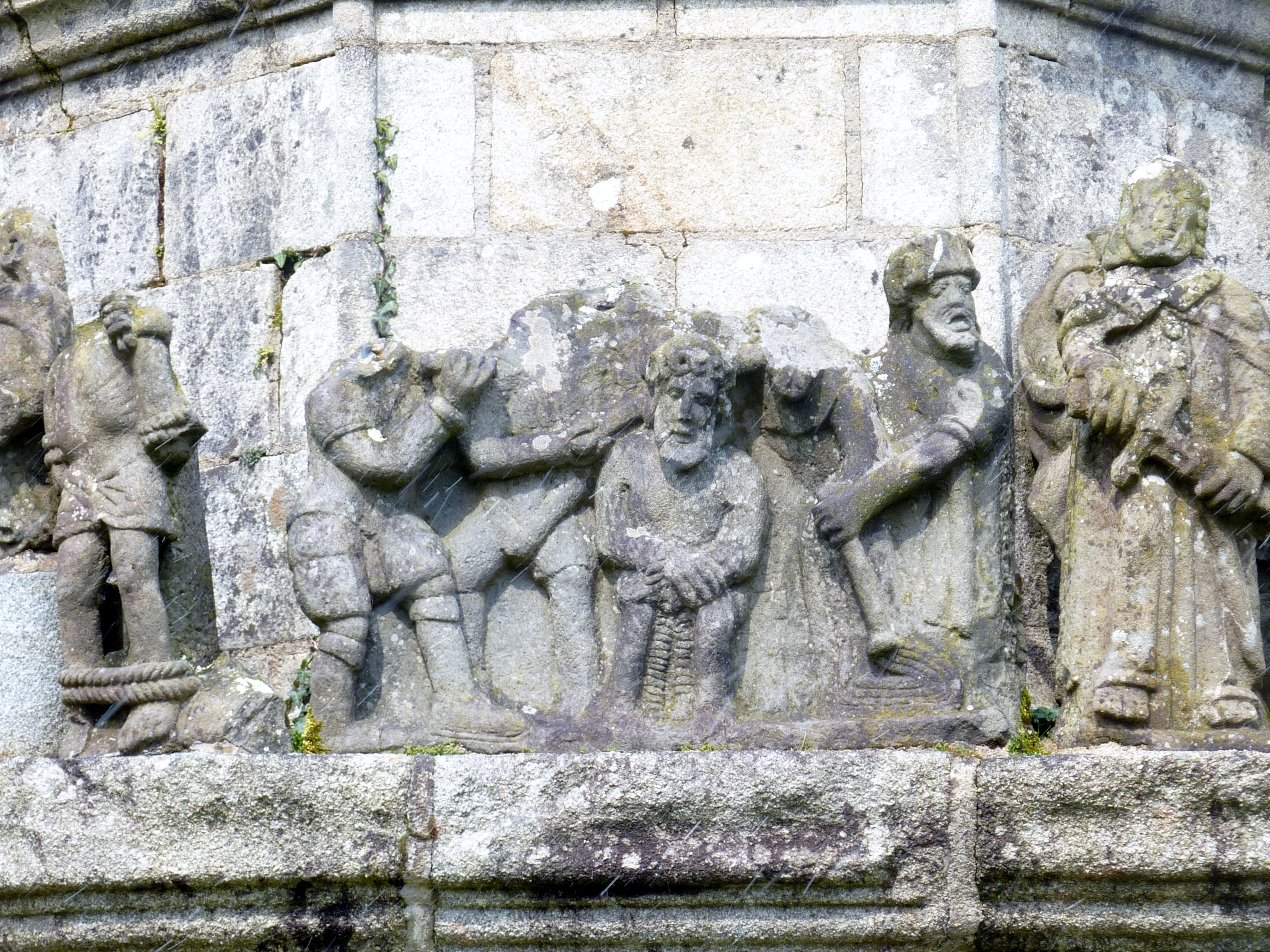
Calvaire de Kergrist-Moëlou : une des scènes.
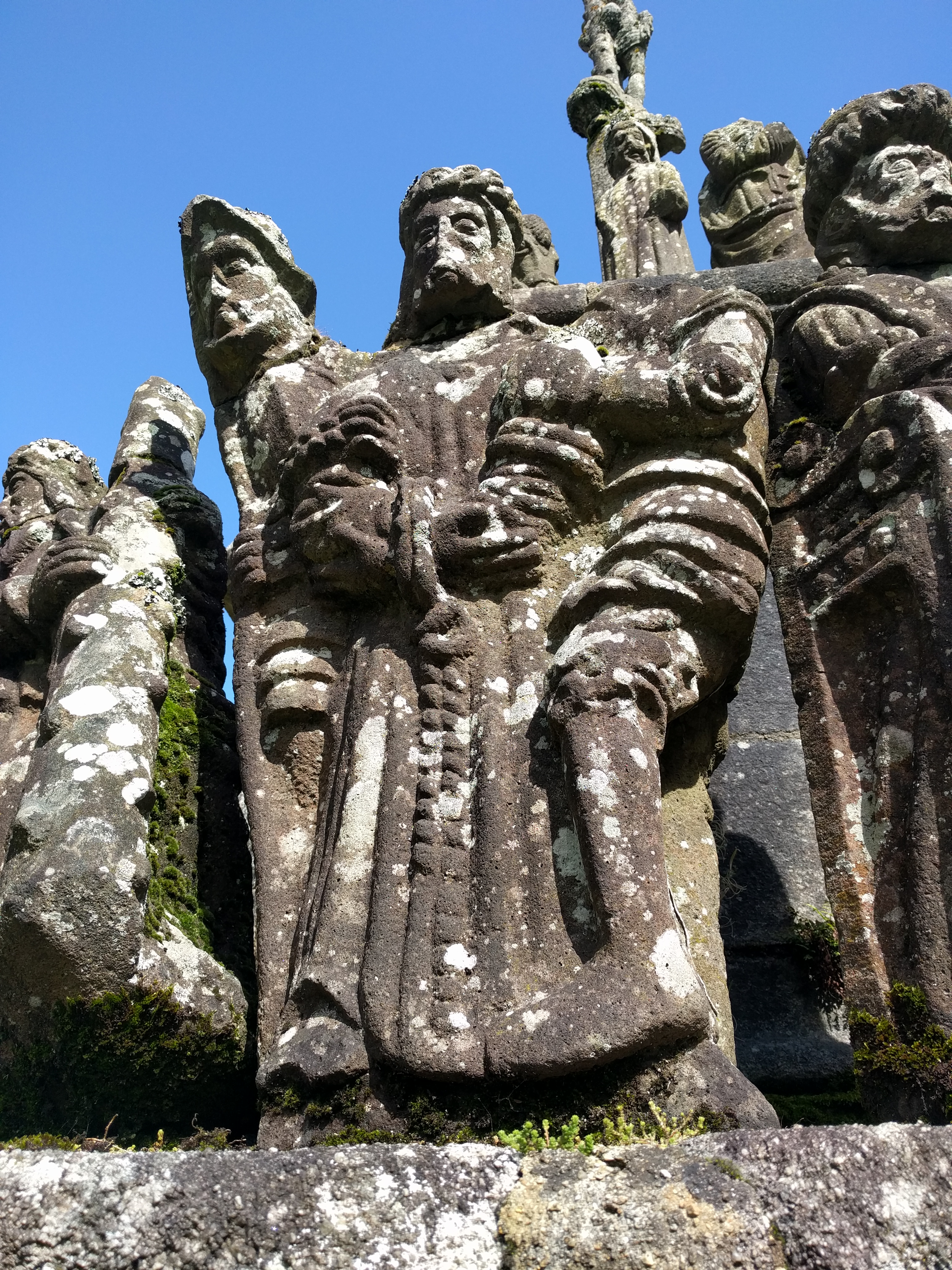
Calvaire de Kergrist-Moëlou : un détail.

- Chapelle Saint-Lubin et son cimetière (la chapelle et la clôture du cimetière qui l'entoure sont inscrits monument historique par arrêté du 7 décembre 1925)[62],[63]. La chapelle, dont le nom complet est « Saint-Lubin de Coz illis » (Coz Illis signifie « vieille église » en breton ), ancienne église paroissiale, date du milieu du XVIe siècle, sauf sa façade ouest qui date de 1767. Elle est sous le double patronage de saint Pierre et saint Lubin ; ce dernier était invoqué pour guérir les rhumatismes ; les pèlerins s'aspergeaient les parties malades avec l'eau de la fontaine ; un ossuaire datant du XVIe siècle se trouve à proximité[64].

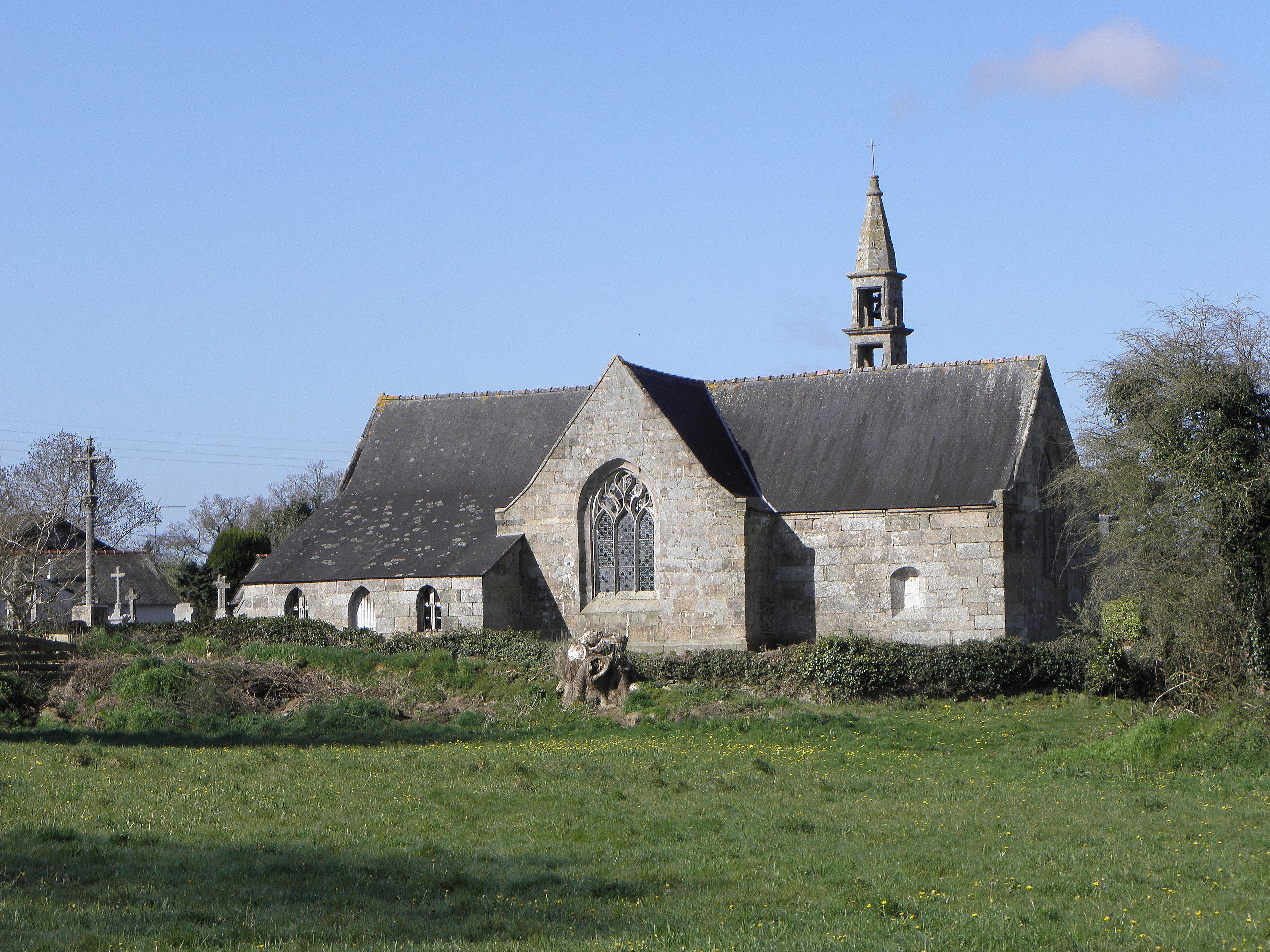
La chapelle Saint-Lubin : vue extérieure d'ensemble.
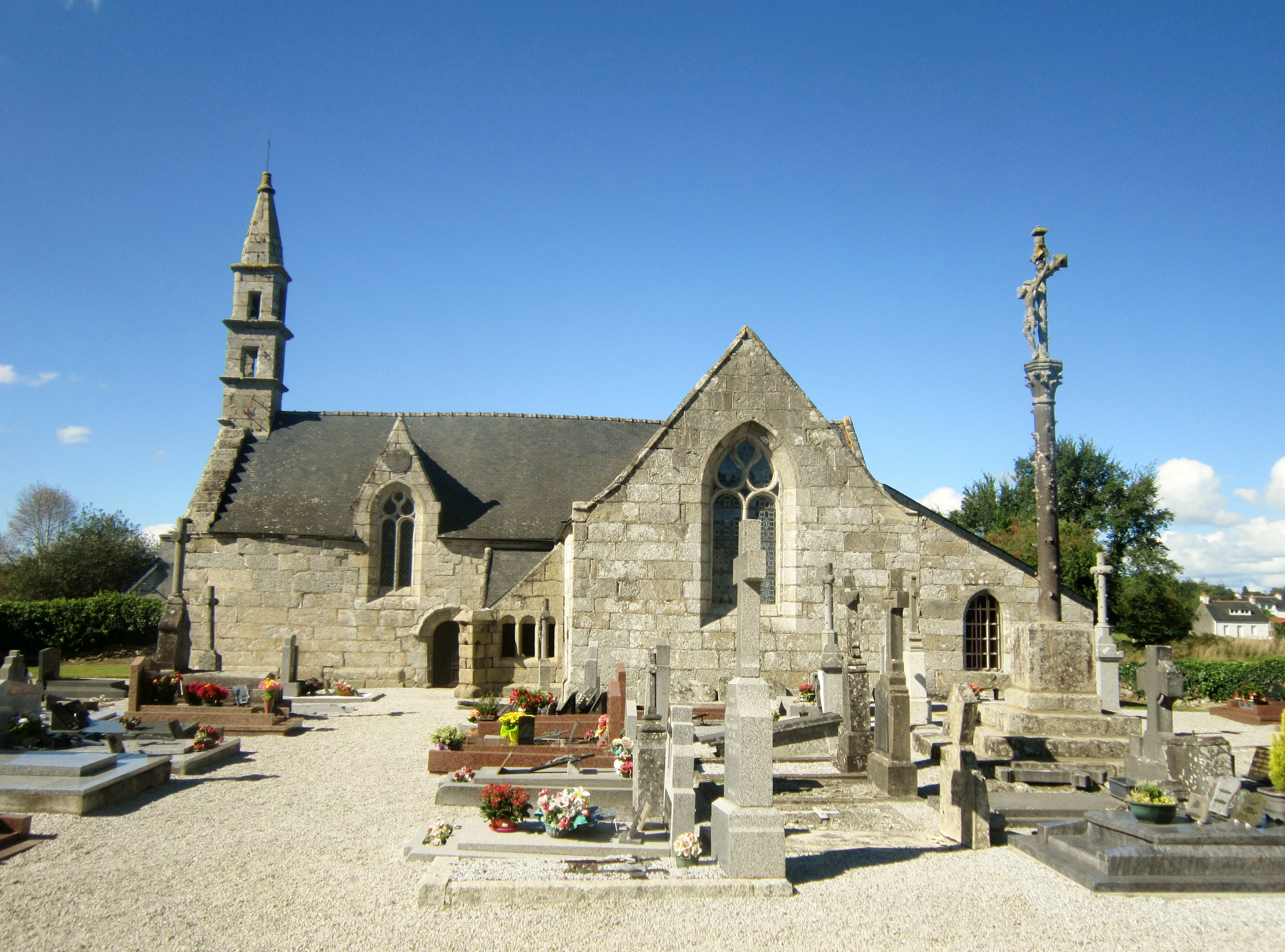
La chapelle Saint-Lubin et son enclos paroissial.
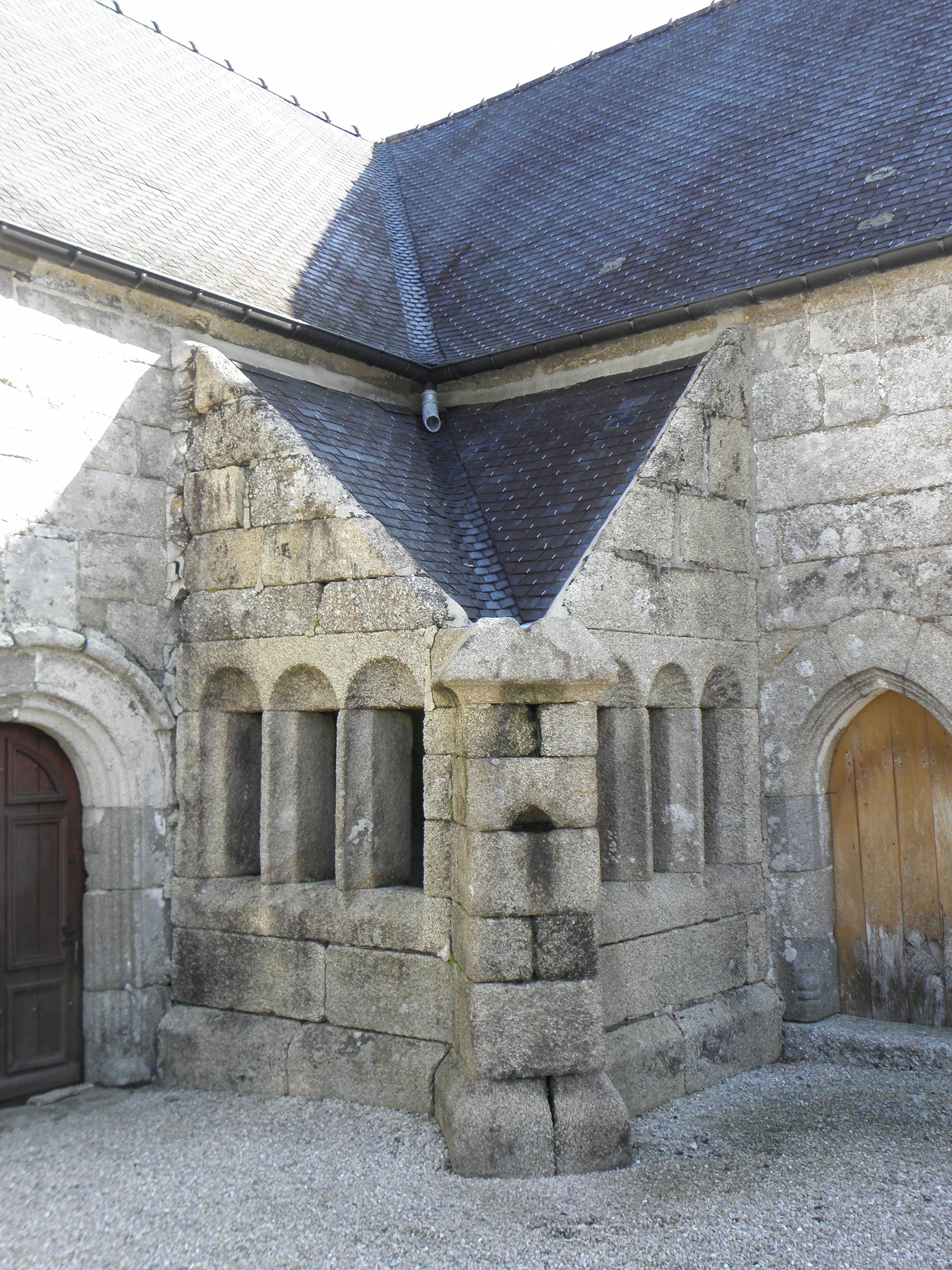
L'ossuaire attaché à la chapelle Saint-Lubin.
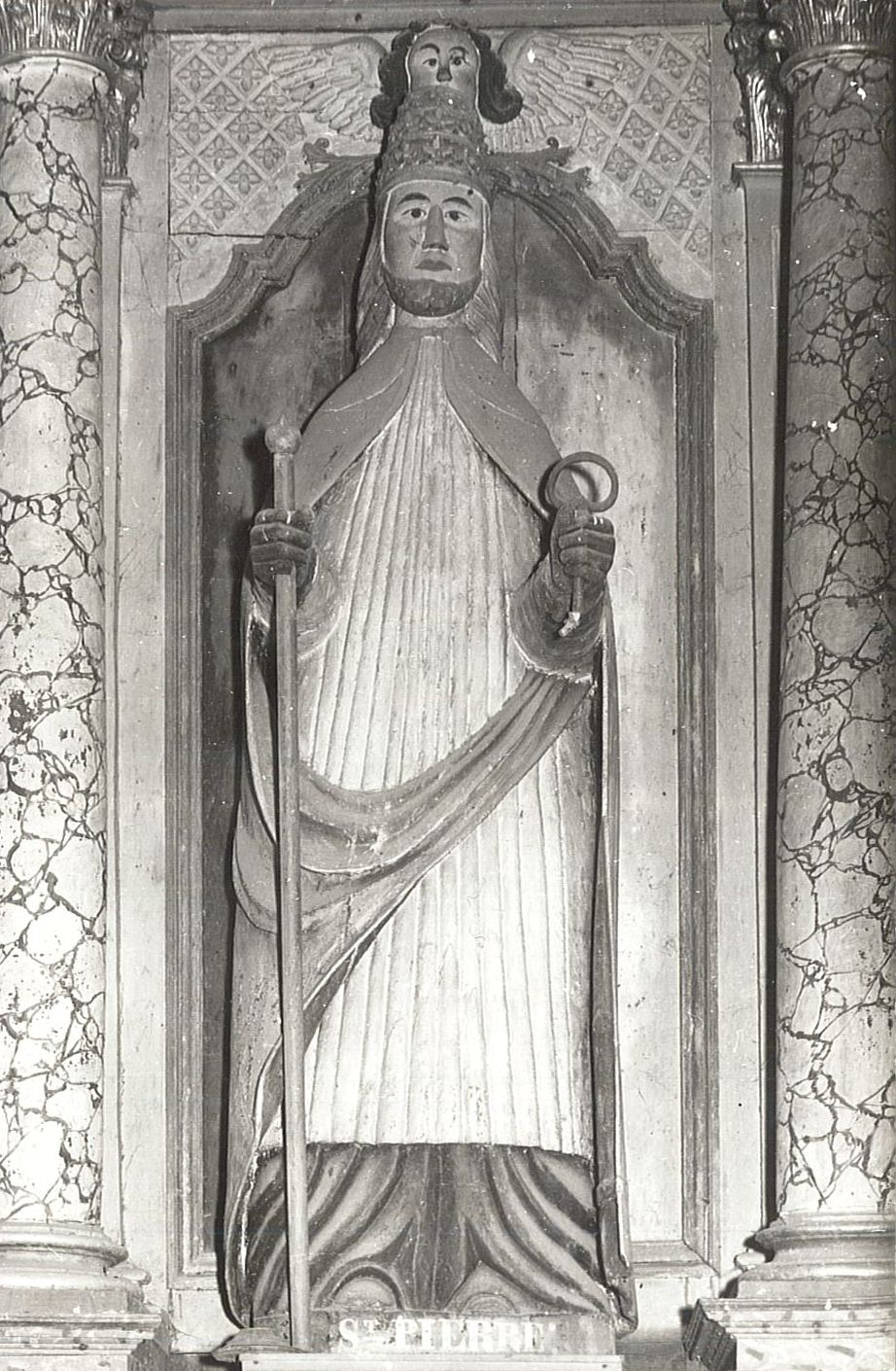
Chapelle Saint-Lubin : statue de saint Pierre.
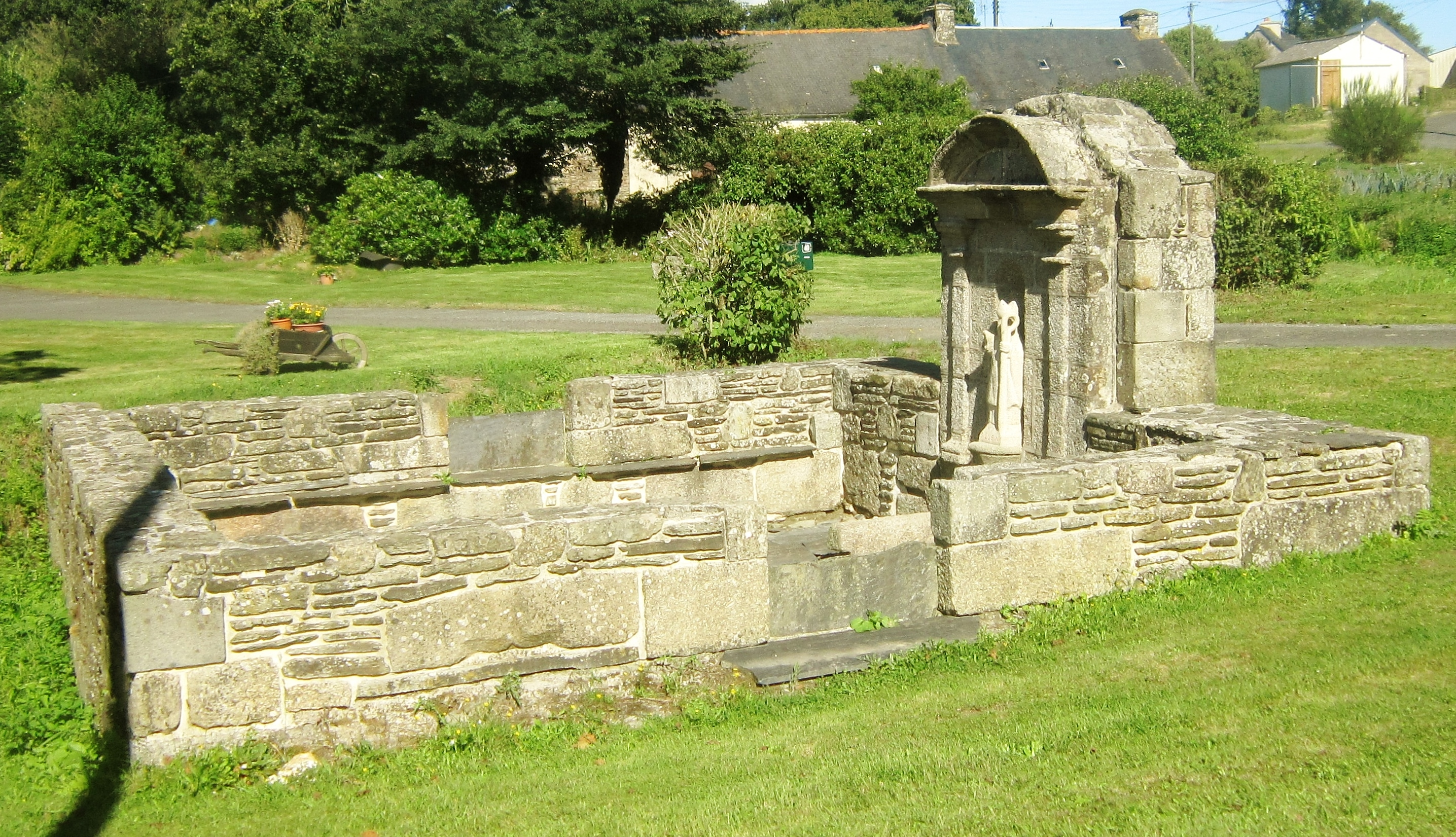
La fontaine de dévotion près de la chapelle Saint-Lubin : vue d'ensemble.
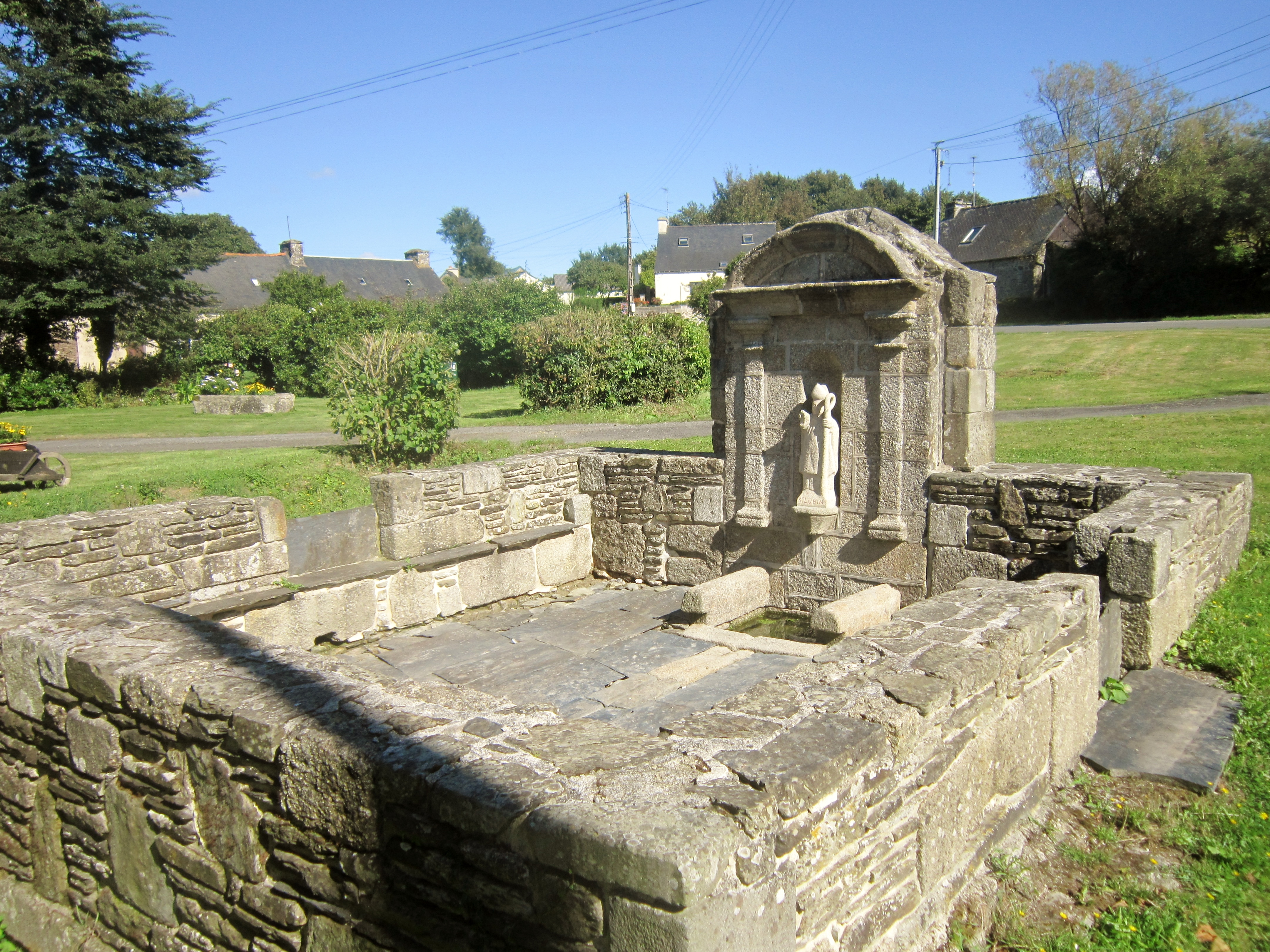
La fontaine de dévotion près de la chapelle Saint-Lubin : vue rapprochée.
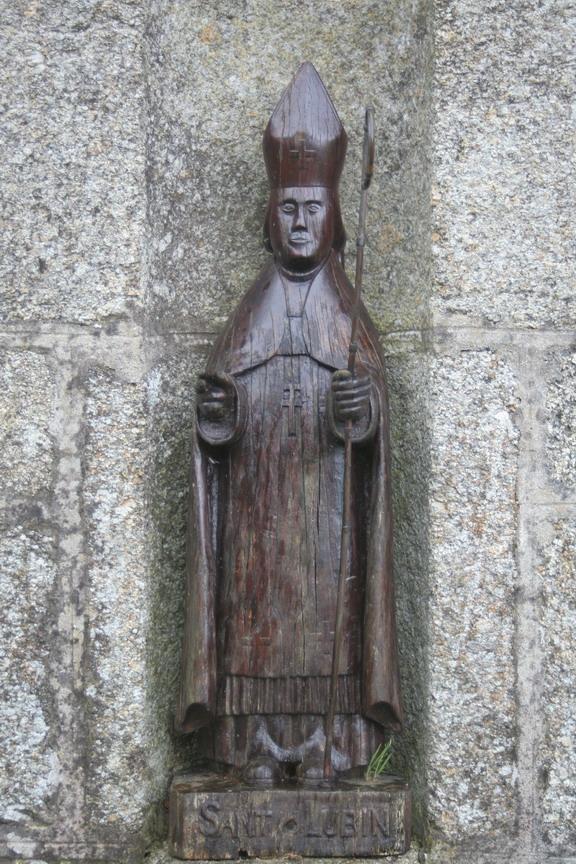
Statue de saint Lubin (fontaine Saint-Lubin).

- Chapelle Notre-Dame[65].
- Chapelle Saint-Jean, la-Madeleine[66].
- Chapelle Saint-Guillaume[67].
- Chapelle Saint-Joseph[68].
- Ancienne maison, XVIIe siècle, inscrite monument historique[69].

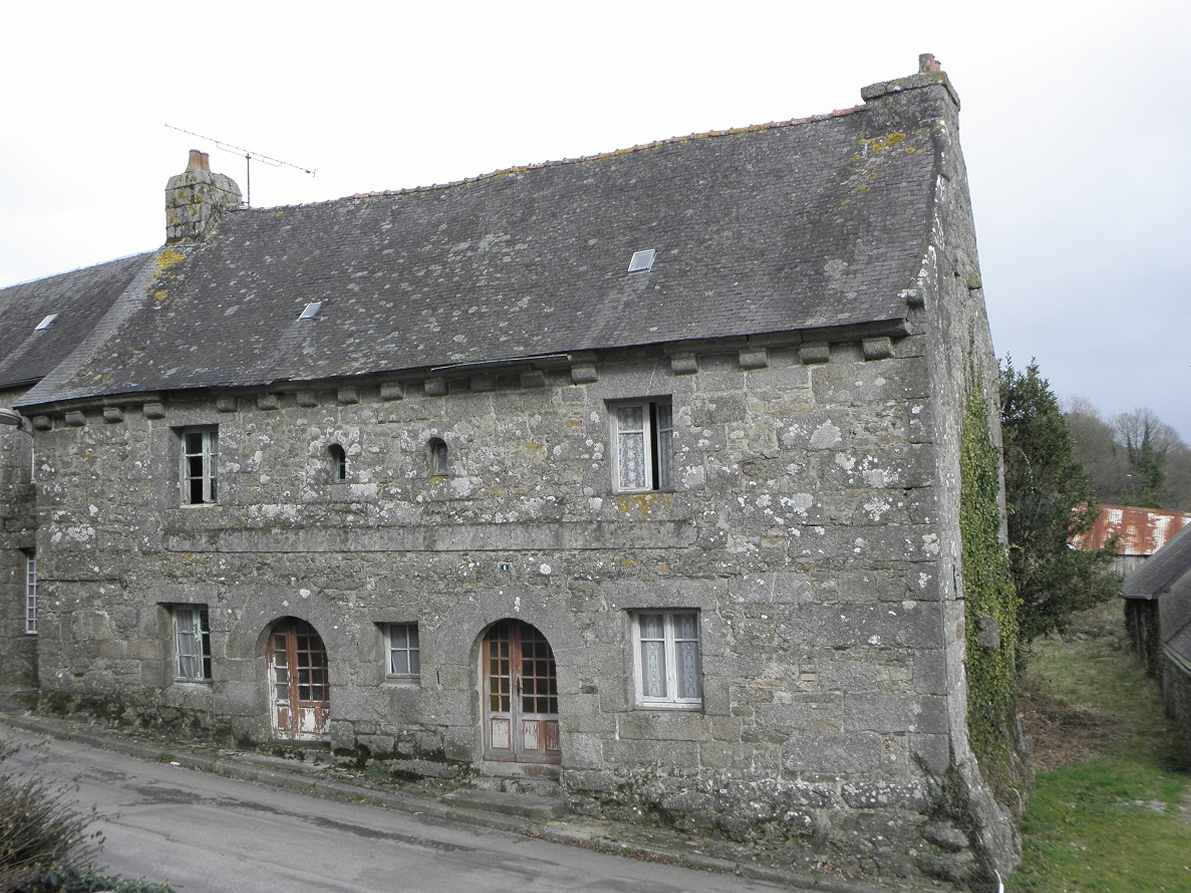
Maison au chevet de l'église, inscrite à l'inventaire supplémentaire des monuments historiques.

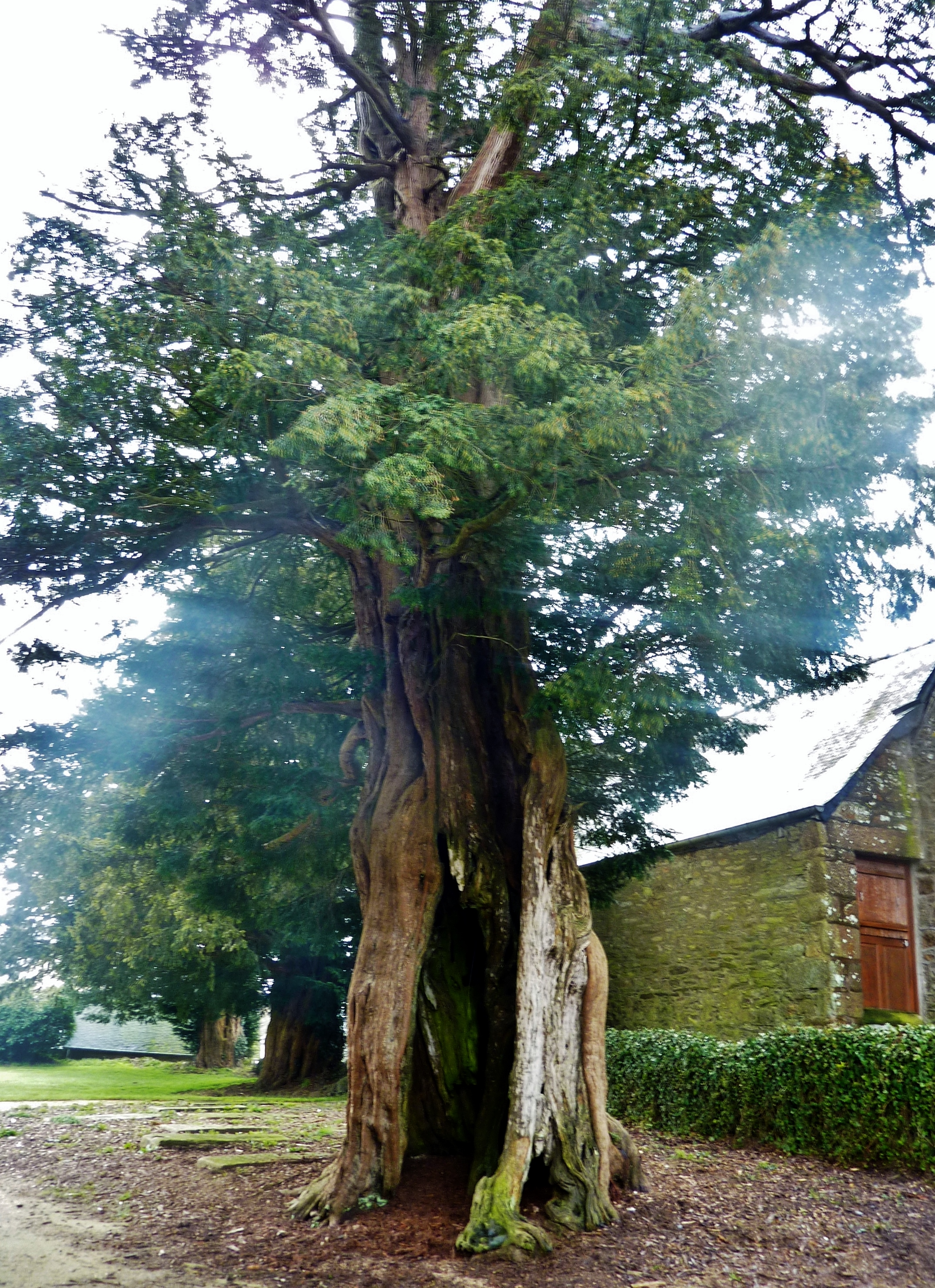
Les vieux ifs de l'enclos paroissial de Kergrist-Moëlou ; celui du premier plan a un tronc creux.

- Les ifs de l'enclos paroissial de Kergrist-Moëlou ont pour les plus vieux d'entre eux plus de 700 ans, les plus jeunes environ 350 ans[70]. L'un a une circonférence de près de 6 m ; son tronc est creux et on peut pénétrer à l'intérieur et faire le tour de la liane qui y pousse, ce qui est susceptible, croit-on, de mettre un terme à des douleurs articulaires ou de calmer une fièvre. Les mamans y conduisent aussi leurs enfants pour favoriser leur apprentissage de la marche[71].
- Moulins à farine de Belle Chasse[72], de la Civière[73], du Pont au Meign[74], de Kermorvan (désormais transformés en maisons).

## Personnalités liées à la commune
- Toussaint Le Garrec, né le 7 septembre 1862 à Kergrist-Moëlou et mort à Morlaix (Finistère) le 18 mars 1939, barde, poète et auteur de pièces de théâtre en langue bretonne.
- Roque Carrion, Commandant Icare dans la Résistance.
- Pierre Le Gloan, as de la Seconde Guerre mondiale, né à Kergrist-Moëlou le 6 janvier 1913.
- Michel Le Milinaire, entraîneur de football (principalement du Stade lavallois), né à Kergrist-Moëlou le 7 juin 1931.
- Jean Kergrist, né à Kergrist-Moëlou (Côtes-d'Armor) en 1940, comédien, metteur en scène et écrivain français.
- Hélène Le Jeune (1917-2006) : Institutrice, femme politique et députée des Côtes-du-Nord, née à Kergrist-Moëlou.